# Salmson
Pour les articles homonymes, voir Salmson (homonymie).

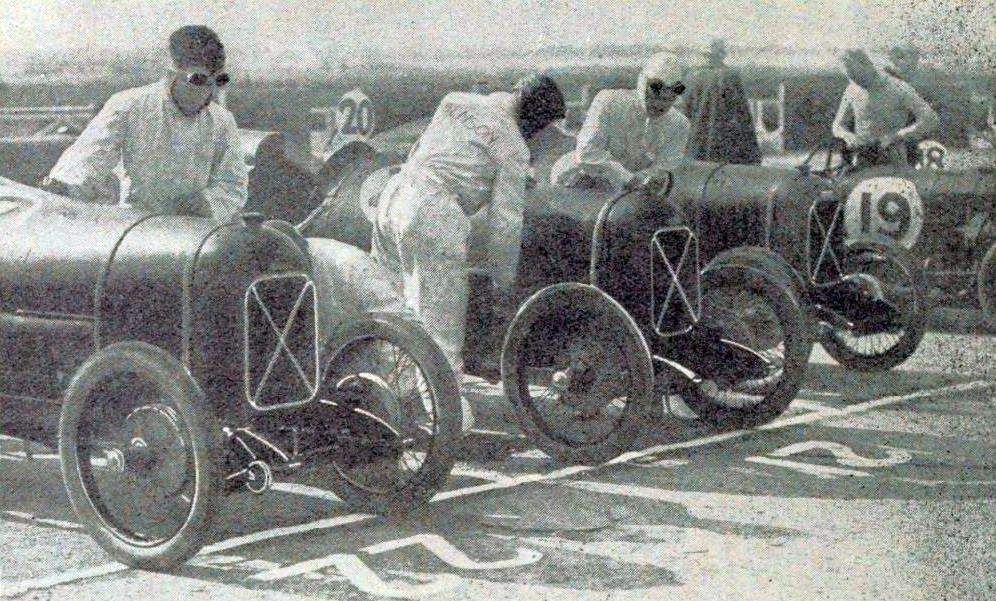
L'écurie Salmson, au départ des 'Junior Car Club 200 mile' de Brooklands (1925).

La Société des Moteurs Salmson (SMS), ou plus communément Salmson, a été de 1913 à 1962 un des grands constructeurs aéronautiques et automobiles français aux côtés d'Hispano-Suiza, Farman, Voisin, Renault ou Lorraine-Dietrich.
Fondée à Billancourt par Émile Salmson, un ingénieur qui conçoit des moteurs d'avions depuis 1908, la SMS prend son essor durant la Première Guerre mondiale en faisant fabriquer pour la reconnaissance aérienne puis les bombardements trois mille deux cents biplans 2A2, production de tout premier ordre, que ce soit en qualité ou en quantité. D'un rayon d'action alors inégalé, ce sera le premier avion de la future Aéropostale. À partir de 1919, le constructeur, qui emploie déjà plus de six mille salariés, se lance dans la fabrication d'automobiles. Les cyclecars Salmson, des véhicules légers, bénéficient dès 1921 de la technique avant-gardiste du double arbre à cames en tête (2 ACT). Le moteur 2 ACT remporte de très nombreux succès en compétition et les bolides à la calandre au sautoir - marque distinctive des Salmson de l'époque - s'illustrent partout. En 1929, la production est orientée vers des voitures plus confortables que les rugueux cyclecars des débuts. Équipées du très performant moteur quatre cylindres avec 2 ACT, elles offrent la conduite à droite, standard français du luxe de l'époque, destiné surtout à l'exportation.
En 1951 la SMS dépose son bilan. Elle est reprise par les moteurs Bernard. Ceux-ci relancent la production avec une sportive de moyenne cylindrée particulièrement bien dessinée par l'ingénieur Eugène Martin, le coach 2300 sport. Malgré ses qualités, ce coach cher, gourmand et relativement peu confortable ne se vendra pas assez pour sauver l'entreprise. Alors que les Trente Glorieuses culminent, les usines Salmson, incapables avec leurs grandes routières de concurrencer une production automobile de masse subventionnée, cèdent leurs cinq hectares à un ensemble immobilier pour entrer dans la légende des marques automobiles françaises, les Bugatti, Delage, Delahaye, Facel Vega, Hotchkiss, Talbot... Mais au moins Salmson met un terme à sa production automobile sur un dernier chef-d'œuvre.

## Histoire

### Pompes et machines à vapeur

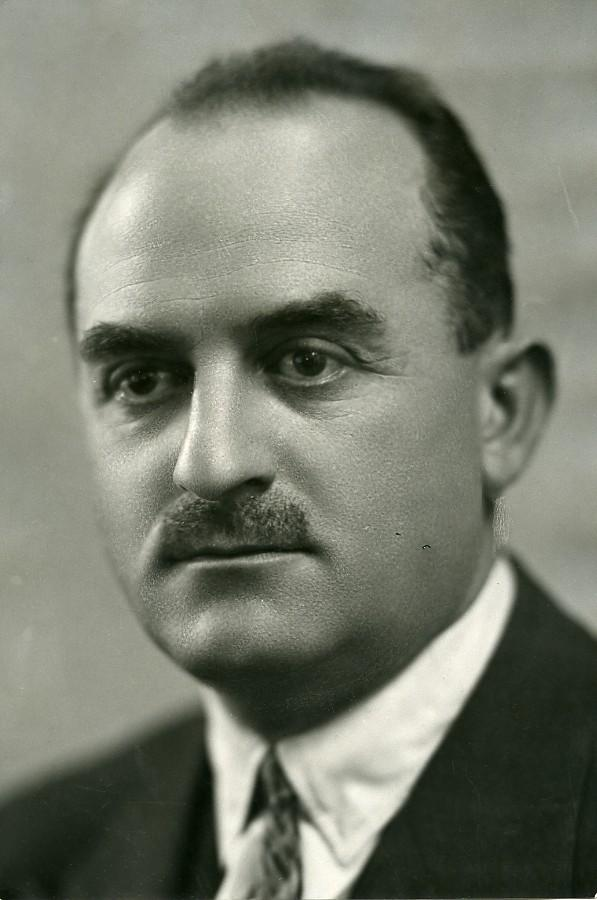
Émile Salmson.

La marque tient son nom d'Émile Salmson (1859-1917), fils de Jean-Jules Salmson et petit-fils de Jean-Baptiste Salmson, d'origine suédoise, qui ouvre en 1889 un atelier spécialisé dans le domaine des pompes et des machines à vapeur. La société devient « Emile Salmson et Cie » en 1896 et s'agrandit, avec la fabrication de moteurs.

### Aéronautique
Dès l'origine de l'aviation, Salmson est un pionnier en matière de moteurs d'aviation. Le motoriste devient également constructeur aéronautique dès la Première Guerre mondiale, inaugure l'Aéropostale, puis équipe de nombreux avions de divers constructeurs à travers l'Europe. Ainsi durant plus de trois décennies, les moteurs d'aviation Salmson, à l'excellente réputation de fiabilité, ont permis d'équiper des milliers d'aéronefs ou encore de remporter de nombreux records : distance, endurance ou altitude.

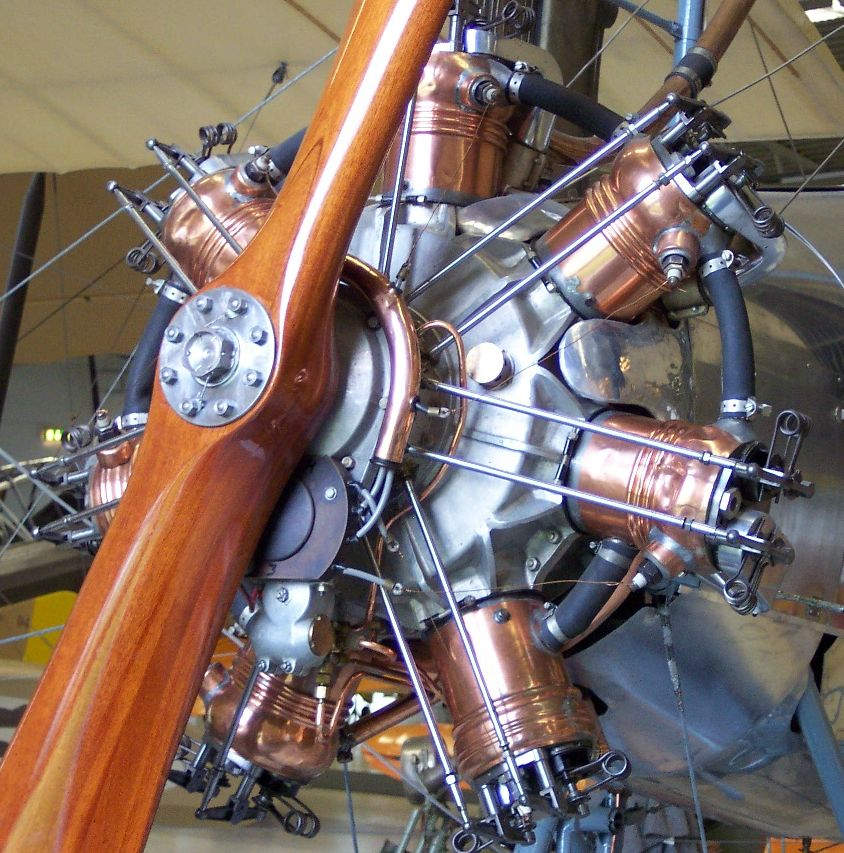
Moteur d'Aviation Salmson à sept cylindres en étoile refroidi par eau.

Salmson se tourne vers l'aéronautique en développant en 1908 un moteur d'aviation, à la demande de Georges Canton et de Pierre Unné, deux ingénieurs de l'Usine Westinghouse de Graville et passionnés d'aviation. Il s'agit du type A, moteur fixe dit « Canton-Unné », à sept cylindres en étoile, de 7,7 litres, puissant (50 ch) et léger (55 kg), qui sera suivi de différents modèles ou types, de 11 litres et plus, puissants (80 ch et 100 ch), puis après quelques années, c'est une version à neuf cylindres de 11 litres qui est présentée, développant 110 ch puis 130 ch. Les moteurs Canton-Unné se distinguaient de leurs concurrents par le choix du refroidissement liquide et du moteur en étoile fixe, ce qui autorisait des vitesses de rotation élevées pour l'époque. Contrairement aux moteurs rotatifs à refroidissement par air, plus légers, mais dont l'inertie provoquait un couple rédhibitoire à haut régime.

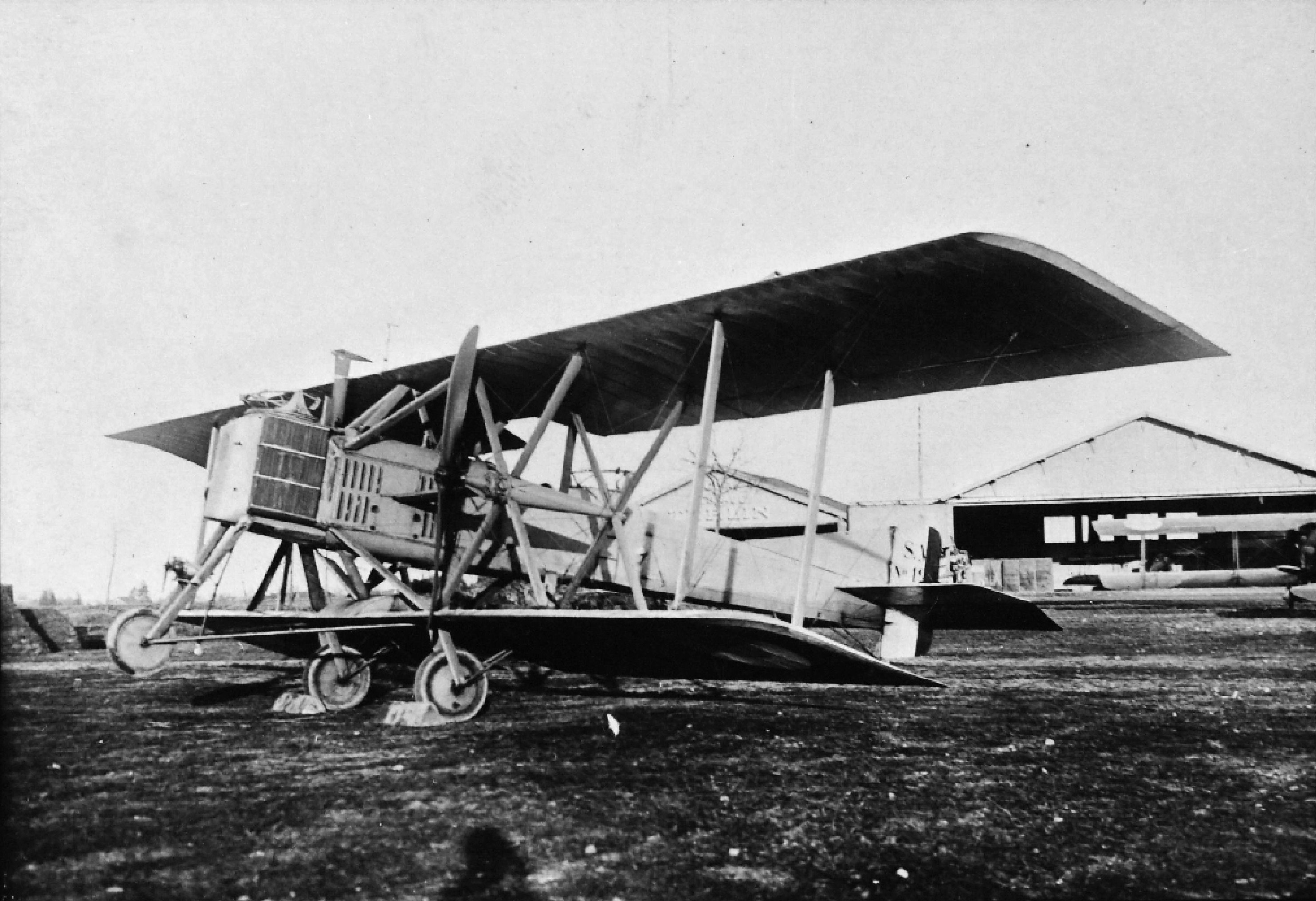
Salmson-Moineau S.M.1 A3 -1016.

Installée fin 1912 au no 74 rue Saint-Lazare et au n° 3 avenue des Moulineaux à Billancourt, la Société des moteurs Salmson (SMS) est créée début 1913. Elle travaille pour l'État en fabriquant dans ses ateliers de construction mécanique, des moteurs d'avion durant la Première Guerre mondiale, puis elle s'engage également dans la fabrication d'avions : fin 1915 vole le premier aéroplane de la marque. Salmson s'associe avec l'ingénieur René Moineau en créant le Salmson-Moineau SM.1, un avion biplan triplace qui équipera l'armée française dans des escadrilles de reconnaissance, puis produit le Salmson 2A2 pour des escadrilles de bombardement à compter de 1917. En 1918, dans ses ateliers d'une superficie de 72 000 m2, la production de la SMS est considérable, et atteint chaque mois, 200 avions complets, 650 moteurs d'avion et 1 600 magnétos d'aviation. En 1915, le moteur type R9 atteint 160ch et en 1917 le moteur type 9Z, présente une puissance de 250 ch. Avec l'usine de Villeurbanne qui produit également des moteurs et des magnétos, la SMS est alors l'une des plus importantes sociétés françaises d'aviation.

#### Des moteurs reconnus pour leur fiabilité
Pendant plus d'une décennie, et donc au cours de la Première Guerre mondiale, les moteurs Salmson en étoile à sept cylindres (1908 à 1913) puis les 9-cylindres (1912 à 1917), ainsi que des 14 et 18 cylindres en double étoile (1913), utilisent la même technique et sont refroidis par eau. Les premiers modèles sont montés sur des avions par Farman, Hanriot, Breguet et Voisin et les progrès techniques sont rapides en raison des commandes des Armées. Citons par exemple :
- En 1914, un des premiers biplans de reconnaissance et bombardement, le Farman HF27, construit avec un moteur arrière et une hélice propulsive autour d'une structure métallique avec une mitrailleuse en poste avant, est capable de voler quatre heures grâce au moteur Salmson de 140 ou 160 ch et d'emporter de surcroît, une charge de bombes de 250 kg. Le Voisin type III (LA) avec des ailes d'envergures inégales et propulsé par le moteur Salmson 9 M de 120 ch constitue un avion de bombardement apprécié de par sa résistance aux intempéries et lors des combats, avec 800 exemplaires.
- En 1915, les vingt-cinq premiers bombardiers biplans Breguet-Michelin BM I, capables d'emporter 400 kg de bombes sont livrés avec un moteur Salmson M9 de 130 ch. Mais c'est surtout le Voisin type V (LA. S) avec un moteur Salmson de 150 ch et produit à 350 exemplaires qui est remarquable. Il fut utilisé pour l'expédition de Ludwigshafen, qualifiée par la presse de plus bel exploit aérien. Le Maréchal Joffre a cité le 7 juin 1915 à l'Ordre de l'Armée, les dix-huit avions, pilotes et bombardiers du 1er groupe de bombardement qui ont effectué avec succès un bombardement sur d'importantes usines, accomplissant un trajet de plus de 400 km au-dessus du territoire ennemi.
- En 1916, c'est le Breguet-Michelin IV, qui parcourt 600 km à 120 km/h avec une charge de 800 kg grâce au moteur Salmson 2M7, à quatorze cylindres, de 200 ch. Ces deux appareils seront aussi équipés par Michelin de moteurs d'aviation Renault et nommés alors B-M II et BM IV-BLM.
- La même année est fabriquée une forteresse volante, le Voisin triplan, bombardier lourd, mastodonte d'une envergure de 38 mètres, long de 23,80 m, haut de 5,42 m, d'un poids à vide de 4 500 kg et en charge de 6 500 kg. Pour la motorisation de ce modèle unique ce ne sont pas moins de quatre moteurs Salmson de 250 ch qui sont sélectionnés pour leur puissance et fiabilité et montés sur l'aile médiane, en deux tandems latéraux.
- En 1917, l'avion de chasse Hanriot HD 3 qui vole à 192 km/h est équipé du puissant Salmson 9Za (9 cylindres), de 260 ch.

C'est dans les années 1920 que la technique évolue et la production s'oriente vers des moteurs refroidis par l'air, plus simples de fabrication et plus légers. Dans les années 1930, les différents moteurs de la gamme Salmson, équipent toutes les catégories d'avions et d'hydravions, notamment des Caudron, Morane-Saulnier et Potez pour ne citer que les plus connus. Il s'agit de moteurs à 3, 6, 7 ou 9 cylindres. À partir de 1933, des moteurs d'avions à cylindres disposés en ligne et en « V » sont aussi fabriqués.
À titre d'exemples, sont mentionnés ci-après quelques aéronefs équipés des réputés moteurs en étoile à neuf cylindres Salmson, développant 40, 120 ou 230 ch.

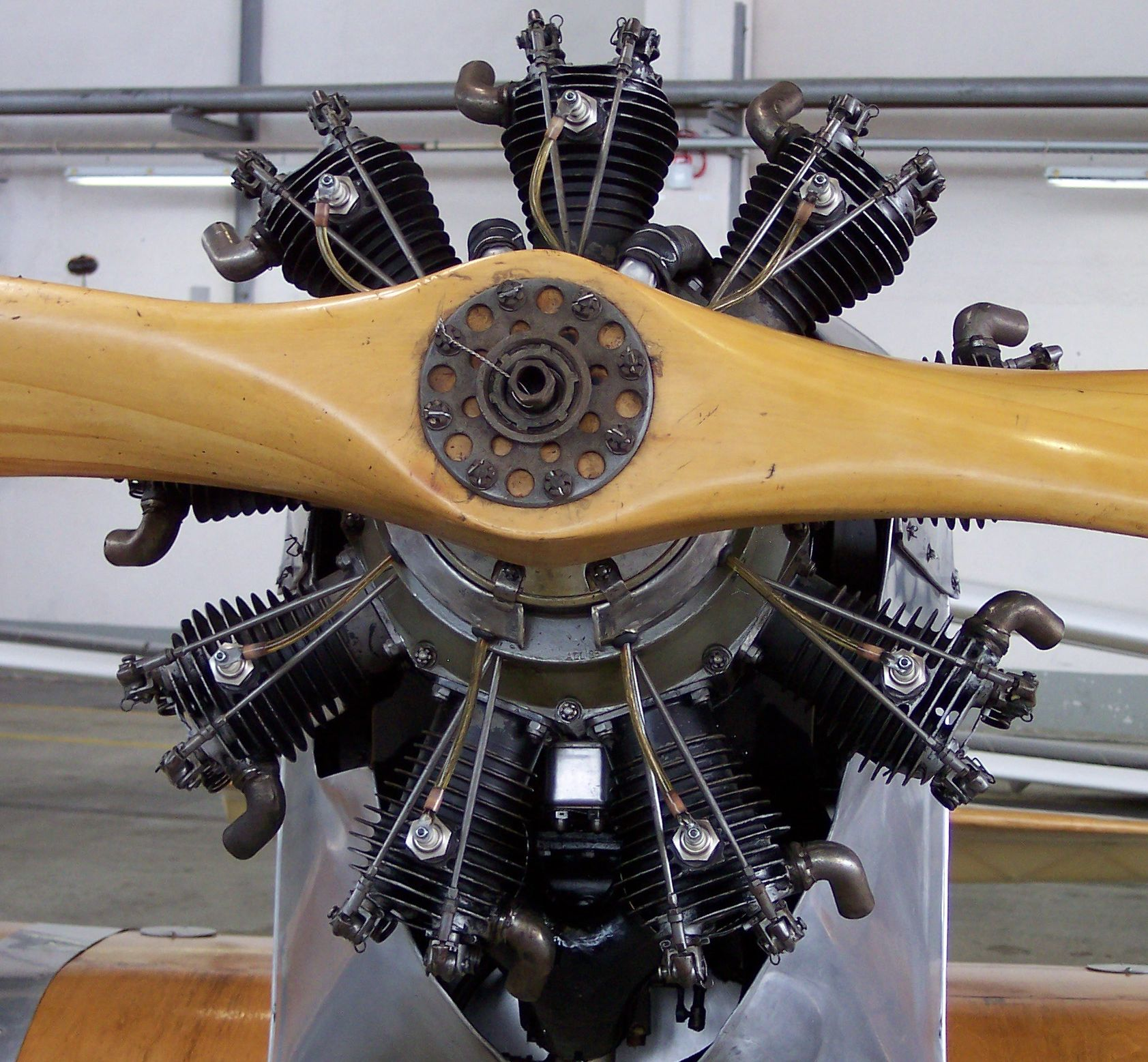
Moteur d'aviation Salmson AD9, 9 cylindres en étoile refroidi par air

- L'emblématique moteur AD9, à l'origine d'une puissance de 40 ch à 2 000 tr/min, homologué en 1925, motorise l'avion monoplace léger d'entraînement Morane-Saulnier MS180, l'avion de tourisme Caudron C109, l'avion de tourisme biplan Potez 8, le Farman 230, l'avion biplace d'école et de sport Klemm (Allemagne), l'avion et l'hydravion Aeromarine-Klemm AKL-25A (New-Jersey/États-Unis), l'avion American Eaglet 231 (American Eagle Aircraft Corporation (en) /États-Unis), le British-Klemm L-25c (Grande-Bretagne) ou encore l'avion d'estafette et d'entraînement Albert.
- La version intermédiaire AC9 120 ch à 1 800 tr/min (homologué en 1924), est quant à elle, montée sur l'hydravion d'école Caudron C168, l'hydravion de submersible et de perfectionnement Besson MB35, l'avion de tourisme et d'école Hanriot H36, l'hydravion d'école Hanriot H41, l'hydravion d'école Lioré et Olivier LeO H-180, le dirigeable vedette Zodiac de la Marine française, de même que l'appareil biplan Caudron C128 du Raid Paris-Le Cap-Paris.
- Le modèle 9Ne de 175 ch pour l'original autogire Lioré et Olivier LeO C-30.
- Le puissant modèle AB9 230 ch à 1 700 tr/min, (homologué en 1924) équipe alors l'avion de transport biplan Farman Goliath, l'avion de transport biplan Blériot B135, ainsi que les Potez 32 (avion de transport transcontinental) et Potez 33 (avion de liaison commandé par l'armée de l'air française), mais encore les Caudron C140 (avion de liaison), Caudron C159 (avion d'école et d'entraînement) et aussi les avions d'entraînement Morane-Saulnier 130 et 120ET2.

#### Des moteurs performants, détenteurs de records historiques et mondiaux
Dès avril 1913 à Monaco, la SMS s'est engagée avec réussite dans la compétition. En effet, si les rapides hydravions monocoques Deperdussin Hydrocorsa à moteur Gnome gagnent les épreuves de vitesse, les machines équipées de moteur Salmson remportent toutes les épreuves de fond grâce à leur fiabilité :
- Le premier prix de l'International Sporting Club de Monaco : Louis Gaubert sur biplan Farman, Salmson 2M7, 14 cylindres en double étoile, 23 litres de 200 ch,
- La course Monaco-Beaulieu-San Rémo-Monaco : René Moineau vainqueur sur biplan Breguet H-U3 à flotteur central, Salmson de 200 ch, devant Henri Brégi sur biplan Breguet H-U2 à double flotteur, Salmson M7 de 115 ch.

Le 5 octobre 1914, la première victoire aérienne de l'histoire de l'aviation est remportée par Joseph Frantz et Louis Quenault de l'escadrille V24, sur un biplan Voisin type III (LA) propulsé par un moteur Salmson 9M de 120 ch.

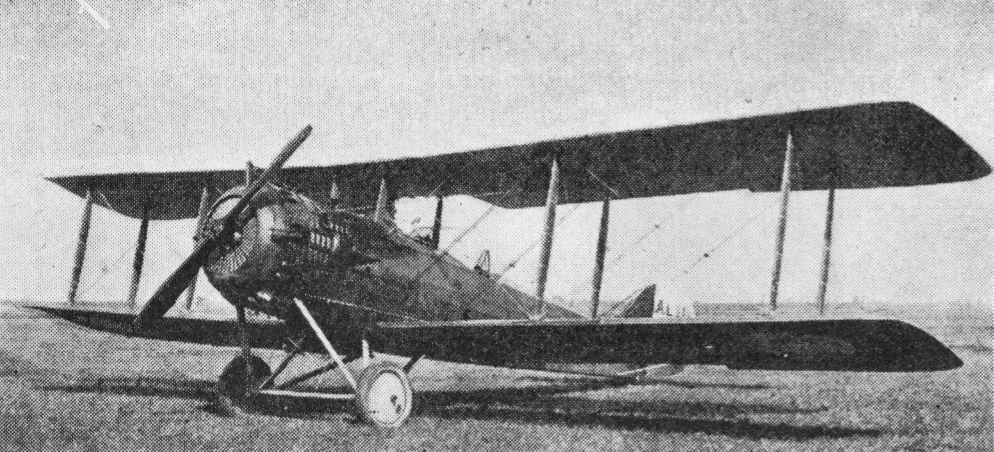
Salmson 2A2 1918.

Le 25 décembre 1918, c'est à bord d'un aéronef Salmson 2A2 que Pierre-Georges Latécoère effectue le vol inaugural de la légendaire Aéropostale : l'avion Salmson 2A2, après ses succès pendant la Première Guerre mondiale, est rentré dans l'histoire de l'aviation.
Dans les années 1930, c'est toute la gamme des moteurs d'aviation de 40 à 500 ch retenus par différents constructeurs d'avions, qui permettent à la SMS de détenir quinze records du monde d'aviation, et pour un bon nombre, par des femmes.
Maryse Bastié (1898-1952) qui, après Adrienne Bolland, est la deuxième femme détentrice de la licence de pilote, acquiert une renommée mondiale à la suite d'une dizaine de records. Ainsi le 1er juillet 1928, elle remporte le record de distance en ligne droite, sans escale sur avion léger avec un passager (Le Bourget - Treptow-sur-Rega soit 1 154 km en 21 heures), aux commandes d'un Caudron C109 équipé d'un moteur d'aviation Salmson AD9 40 ch. Toujours propulsée par un moteur Salmson AD9, elle bat pour la seconde fois, le record d'endurance féminin le 2 septembre 1930 en passant 37 h 55 à bord de son Klemm 25, baptisé « Trottinette ». En reconnaissance de cet exploit, la SMS lui offre une voiture neuve tous les deux ans jusqu'à sa mort. Citée à l'ordre de la nation, Maryse Bastié est commandeur de la Légion d'honneur à titre militaire.

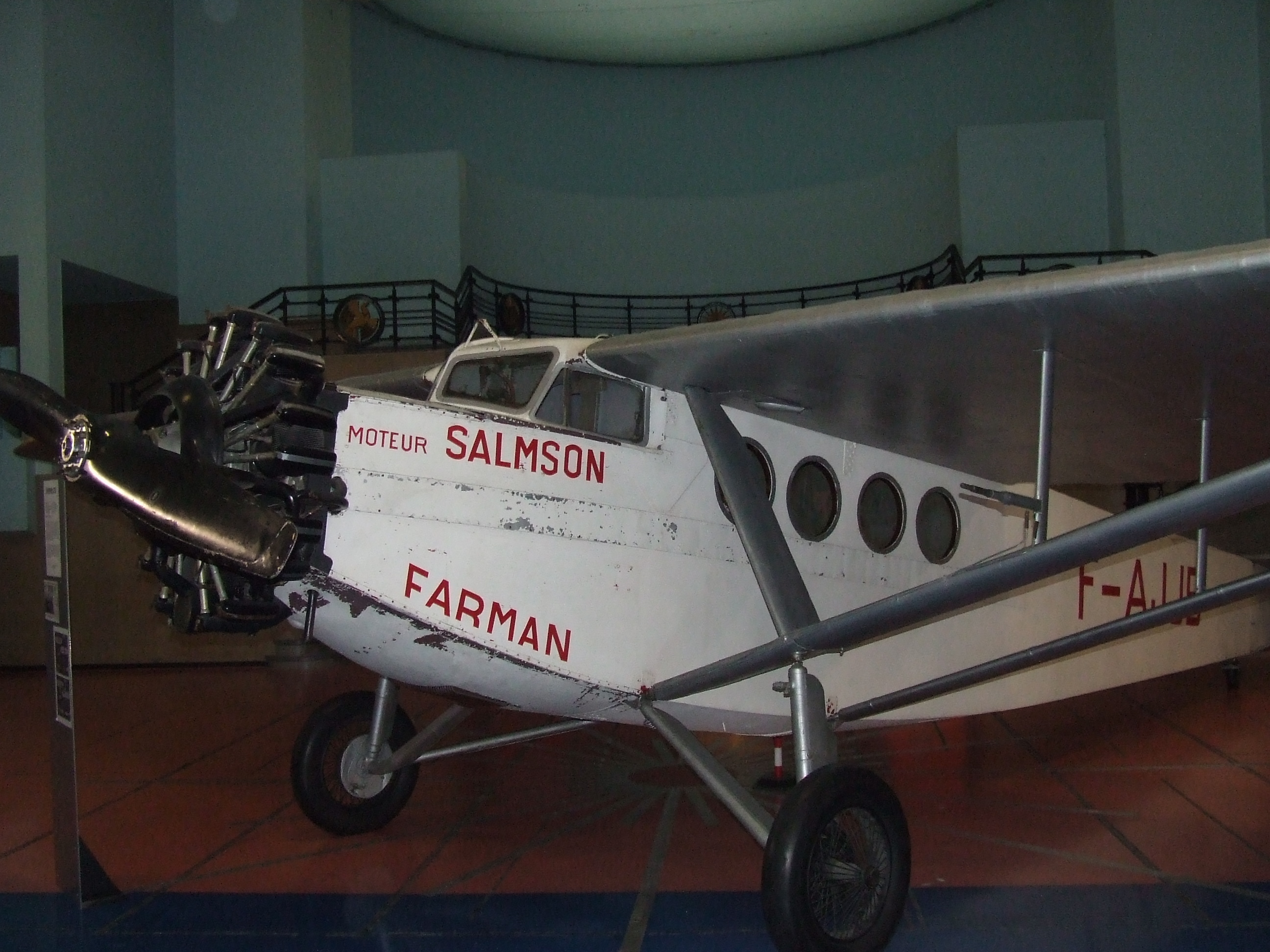
Farman 192 - Salmson AD9.

Léna Bernstein (1906-1932) obtient son brevet de pilote à l'école civile d'Aulnat. Le 19 août 1929, à bord d'un Caudron C109 (moteur Salmson 40 ch), elle devient la première femme à traverser la Méditerranée (Istres-Sidi Barrani (Égypte) soit 2 268 km). Elle est ainsi le second pilote, à traverser la Méditerranée après l'exploit de Roland Garros (23 septembre 1913). Ensuite, elle s'attaque au premier record de durée que détient Maryse Bastié (26 h 47). Les 1er et 2 mai 1930, sur le Farman-192 moteur Salmson AB9 (230 ch) no 4 F-AJLU spécialement préparé, elle vole pendant 35 h 45, battant le record mondial toutes catégories et féminin, de durée de pilote seul à bord, détenu jusque-là par Lindbergh. Enfin, le 30 mai 1931, elle tente sans succès un raid sur Saïgon avec un Farman F-230 moteur Salmson AD9 (40 ch) baptisé « Zanzi ».
Margarete Fusbahn porte le 11 avril 1930, avec un Klemm 25 (moteur Salmson AD9), le record d'altitude de la catégorie à 4 614 mètres.
Hélène Boucher établit un record d'altitude le 2 août 1933, premier record du monde d'altitude féminin pour avion léger deuxième catégorie, avec 5 900 mètres à bord de son avion Mauboussin Corsaire M120 à moteur Salmson ADr9 (60 ch).

#### Le motoriste devenu constructeur d'avions

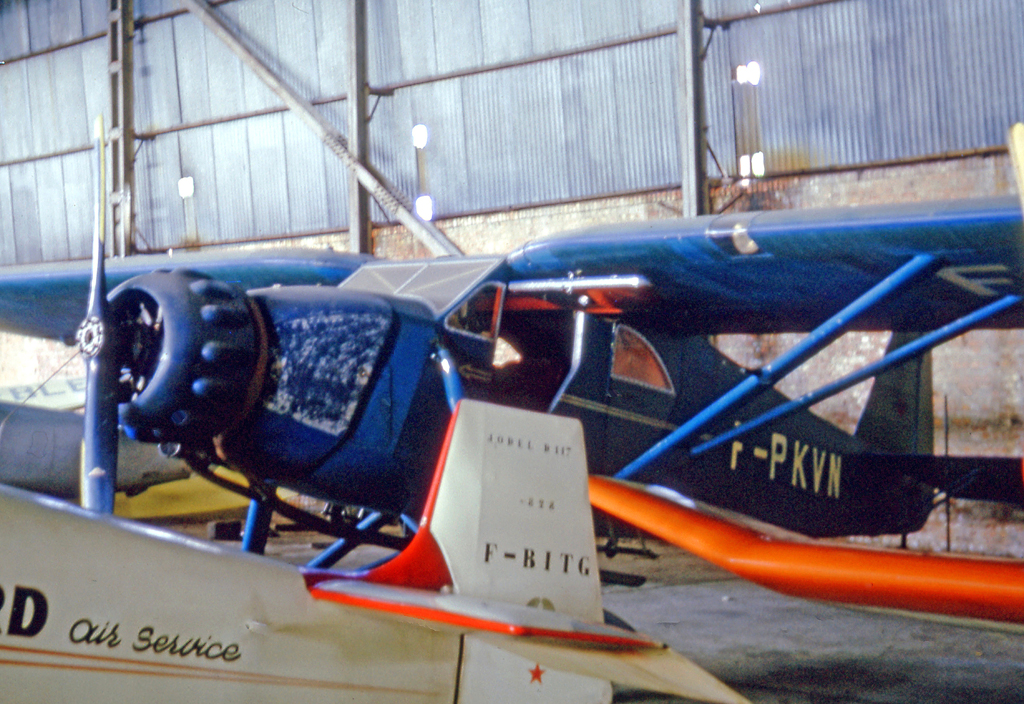
Salmson D-211 Super Phrygane 1956.

Salmson excellent motoriste, se lance de surcroît dans la production d'avions à l'occasion de la Première Guerre mondiale et d'une commande des états-majors alliés (3 200 appareils). C'est ainsi que sont produits les Salmson 1, 2 et 4.
Le Salmson 1 ou SM1 : ce premier aéroplane Salmson est développé avec l'ingénieur René Moineau : le Salmson-Moineau SM1. Il s'agit d'un biplan de reconnaissance à trois places et construit à 155 exemplaires, à la fin 1915. Très original, son moteur radial à refroidissement liquide de 120 puis 240 ch, était placé transversalement dans le fuselage qui entraînait via des arbres de transmission situés à mi hauteur entre les ailes supérieures et les ailes inférieures, les deux hélices placées entre les ailes, « à la façon d'un bimoteur ». Son envergure est de 17,50 mètres, sa longueur 10 m, sa hauteur 3,80 m pour un poids de 2 050 kg et une vitesse de 130 km/h.
Le Salmson 2 A2 (A2 pour reconnaissance tactique) est aussi un biplan, mais biplace équipé d'un moteur 9Za , 9 cylindres en étoile refroidi par eau de 260 ch. Son envergure est de 11,75 mètres, pour 8,50 m de long, un poids à vide de 700 kg, en charge de 1 290 kg, une montée à 1 000 m en 3 min 18 s, un plafond de 6 250 m et une autonomie de 500 km. Le Salmson 2 A2 est produit par Salmson à 2 200 exemplaires et ils seront également produit sous licence : les usines Latécoère, Hanriot et Desfontaines en produirons plus de mille exemplaires en 1918. La licence est aussi reprise au Japon (Kawasaki-Salmson) et par l'Armée Impériale avec peut-être un millier d'exemplaires produits.
Le Salmson 4 AB2 (AB2 pour le soutien rapproché) est le premier avion blindé de l'Histoire. Doté d'un blindage léger, cet avion d'attaque au sol sera produit en 1918, peu de temps avant la fin du conflit, à une quinzaine d'exemplaires. Ses dimensions sont similaires au Salmson 2 A2, avec un poids à vide de 780 kg, et il équipé de trois mitrailleuses.
Au printemps 1936, apparaît l'avion de tourisme Salmson D-6 « Cri-Cri », un avion biplace double commande équipé du moteur maison 9 ADR de 60 ch. D'une envergure de 9,66 m, long de 6,90 m, haut de 2,18 m, pour un poids à vide de 315 kg, un poids total de 570 kg, il présente une vitesse de croisière de 134 km/h et un rayon d'action de 500 km. Maniabilité, sécurité, stabilité sont les maitres mots de cet aéroplane destiné à l'aviation populaire.
Après la Seconde Guerre mondiale, la SMS reprend ses activités avec les difficultés économiques de l'époque. En juin 1956, le Salmson Super-Phrygane D-211 (57e version du Phrygane) est le dernier avion conçu, produit et commercialisé par la SMS.

### Automobile
Alors que pendant la Première Guerre mondiale, la SMS construit des moteurs d'avion, et des biplans Salmson 2A2, des magnétos, des machines-outils et des machines à bois, c'est à la mort du fondateur Émile Salmson, en 1917, que ses fils prennent la succession des diverses entreprises. En 1919, ils quittent la SMS, et les nouveaux actionnaires nomment Jean Heinrich au poste de directeur. La SMS choisit la reconversion de ses activités vers la vitesse, et au-delà de l'aviation, vers la fabrication d'automobiles.
La production des Salmson peut se résumer schématiquement à trois périodes successives. En premier lieu, de 1919 à 1929 avec les cyclecars, voiturettes et voitures. Cette période restera marquée par de très nombreuses victoires en compétition. Ensuite, de 1929 à 1953 avec la production d'automobiles familiales fiables et luxueuses, à savoir les différents types de modèles S4 jusqu'à la « Randonnée ». Enfin, la dernière période de 1953 à 1957 avec les coaches ou berlinettes 2300 S, laquelle consacre le retour de Salmson en compétition, mais ne permet pas à la marque de se redresser.

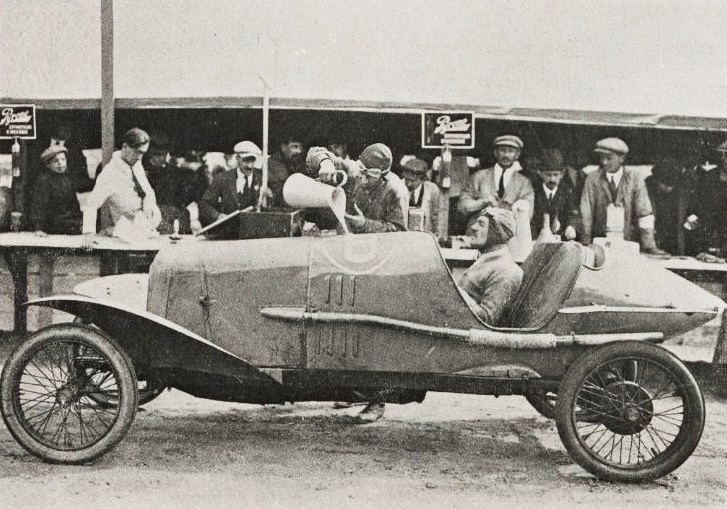
André Lombard, vainqueur du Grand prix de l'U.M.F. Cyclecars 1921 sur Salmson.

#### Les débuts victorieux, sur les chapeaux de roue

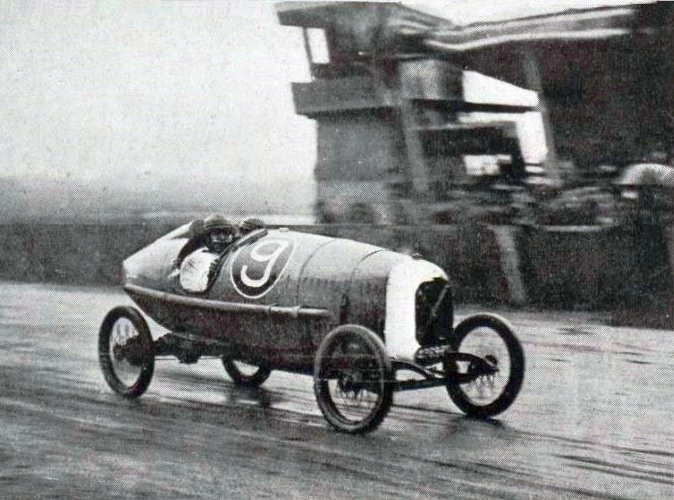
Robert Benoist, vainqueur du Grand prix de l'U.M.F. Cyclecars 1922 sur Salmson.

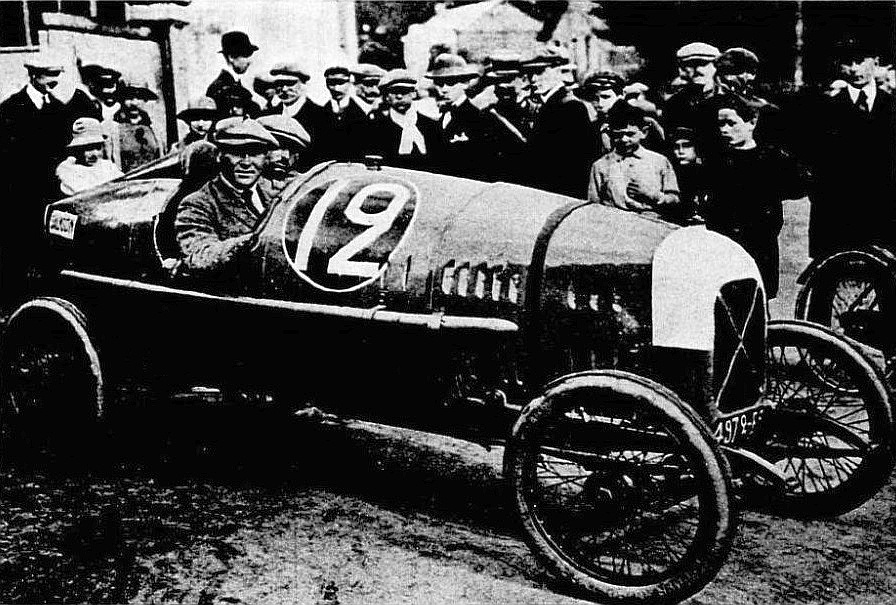
Lucien Desvaux, deuxième du Grand Prix automobile de l'U.M.F. Cyclecars au Mans en 1922 sur Salmson VAL.

Afin de se lancer dans l'aventure automobile en limitant la prise de risques, il est décidé de produire des cyclecars sous licence. Le modèle anglais G.N. (Godfrey et Nash) est retenu et sera lancé pour le salon de Paris 1919. Une grande qualité de fabrication associée à une fiscalité avantageuse permet un réel succès commercial.
Deux ans plus tard, Salmson conçoit et produit le type AL qui comprend un moteur monobloc quatre-cylindres à double arbre à cames en tête (2 ACT) sur la version GS (Grand Sport) qui évolue ensuite en GSS, GSC et GS-GP. Ces différents modèles Salmson remportent des courses prestigieuses dans leur catégorie, talonnant les automobiles aux moteurs deux ou trois fois plus volumineux et puissants. C'est ainsi que Salmson va pulvériser les records en catégorie 1,1 litre (ou 1 100 cm3), et ce, pendant plus d'une décennie.
Parmi ce palmarès :
- Le Grand Prix automobile de l'U.M.F. (1921 André Lombard sur Salmson AL ; 1922 Robert Benoist et Lucien Desvaux deuxième, sur Salmson VAL ; 1923 René Benoist sur Salmson GP) ;
- Le Grand Prix du M.C.F. (Salmson remporte six éditions sur les huit organisées : 1922 Ramon Bueno ; 1923 Lucien Desvaux ; 1924 Pierre Goutte; 1926 et 1927 Guy d'Avrincourt ; 1928 Georges Casse) ;
- Le Bol d'or automobile (2de édition en 1923 parmi 102 concurrents) ;
- Les 24 Heures du Mans (1re édition en 1923, Lucien Desvaux et Georges Casse; 1926 Georges Casse et André Rousseau; 1927, 1er de la catégorie & 2e au général, André de Victor et Jean Hasley avec le SALMSON GS N°25 suivi de Georges Casse et André Rousseau avec le SALMSON GS N°23, 2e et 3e au général; 1928, Georges Casse et André Rousseau, 2e) ;
- La Coupe biennale Rudge-Whitworth qui récompense les constructeurs, est remportée deux années consécutives par Salmson, à savoir 1927 et 1928[2];
- Les 200 Milles de Brooklands (1922 -et absolue-, 1923, 1924, 1925) ;
- Le Grand Prix Automobile de l'Ouverture à Montlhéry (Lionel de Marmier, 1927) ;
- Au Grand Prix Automobile de France (en 1928, André Rousseau est second, derrière la Bugatti Type 35 huit-cylindres, 2 litres) ;
- Le Rallye Paris-Saint-Raphaël féminin (1er Concours féminin de tourisme automobile en 1929, Madame Lietard) ;
- Le Grand Prix de Rome (1932, Louis Decaroli avec sa Salmson San Sebastian Grand Prix).

Dès l'automne 1921, la Croix de saint André sur la calandre de radiateur, devient l'emblème de la marque alors qu'André Lombard est pilote et directeur commercial. Fin 1922, la SMS lance sa première voiture (Torpédo 4 places, conduite intérieure ou coupé), la réputée 10 HP type D, 8 CV fiscaux, munie également d'un moteur quatre-cylindres monobloc à double arbre à cames en tête (2 ACT), augmenté à 1 195 cm3. Ce moteur est refroidi par eau, alors qu'initialement prévu pour être refroidi par air par son concepteur Émile Petit, directeur technique. Il s'agit alors de la toute première automobile grand public utilisant cette technique du double arbre à cames (2 ACT), finalement adoptée dans les années soixante par l'ensemble de la production automobile.
Parallèlement, sont produits avec succès, différents cyclecars, voiturettes, conduites intérieures, tourisme, commerciales, à savoir les modèles AL3, VAL3, VAL5. C'est aussi le cas de la « nouvelle 7CV Salmson » ou VAL série 6 avec huit culbuteurs qui est produite de 1926 à 1930 alors que la VAL série 7 a été produite de 1926 à 1929.

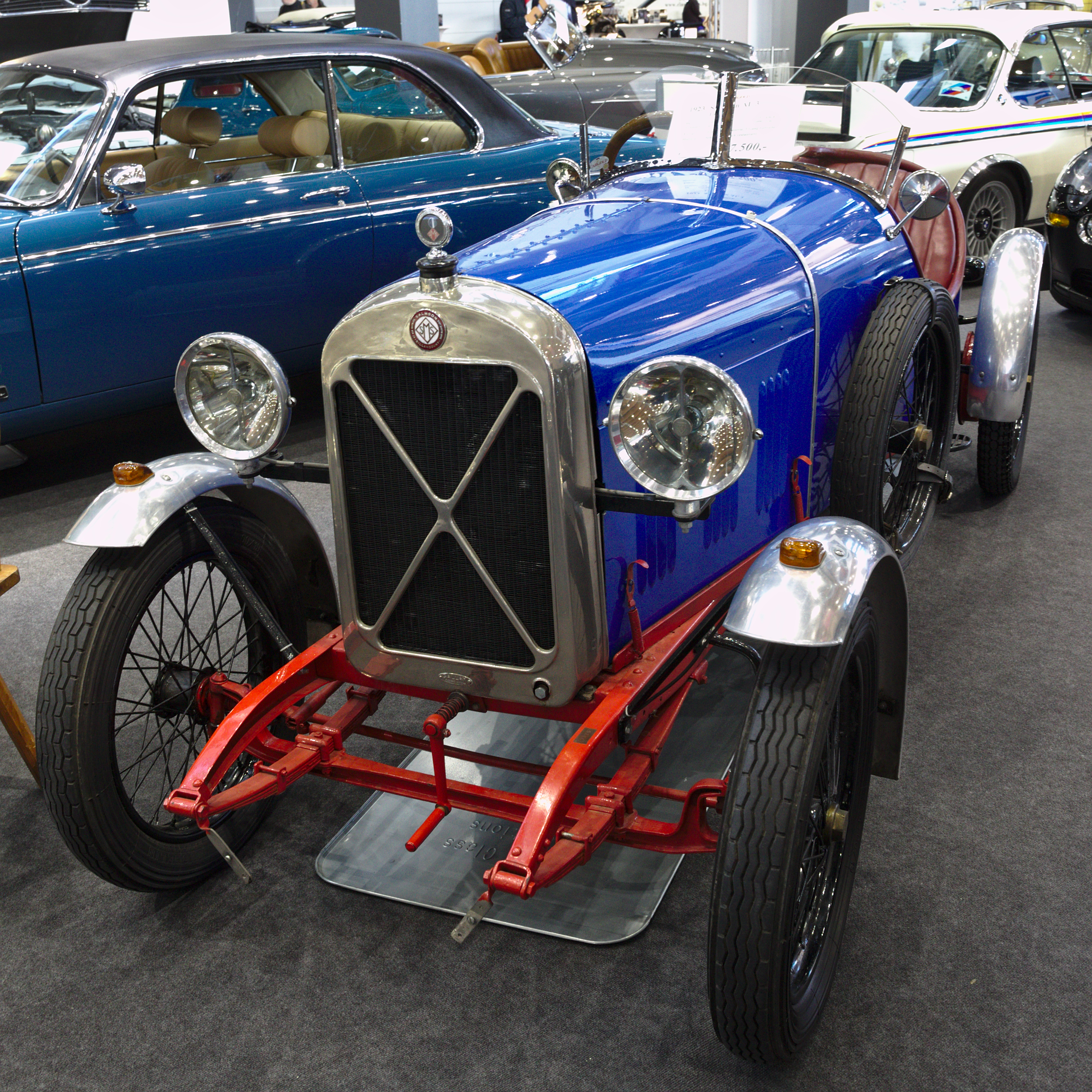
Salmson AL 3 (1923).
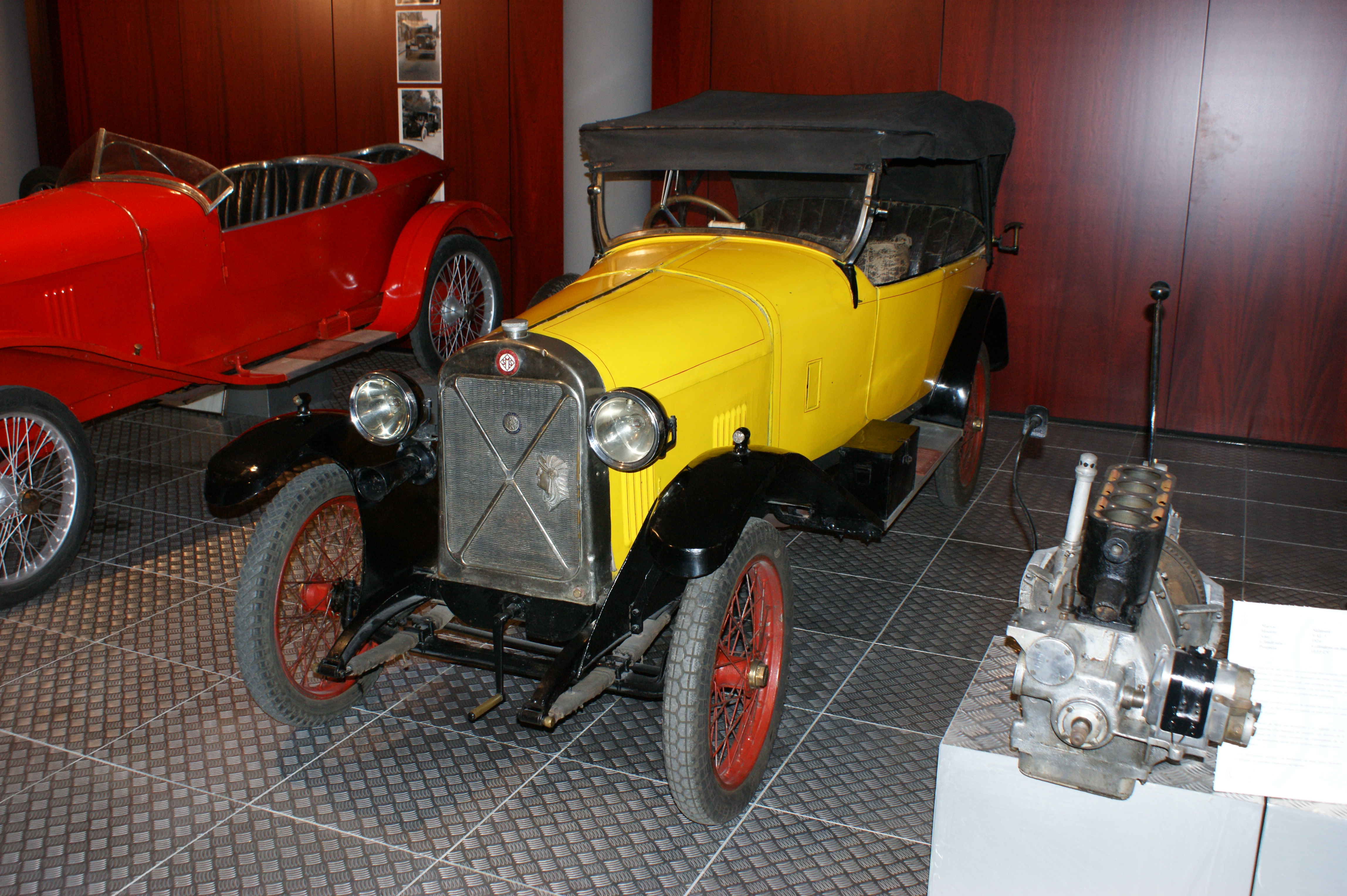
Salmson VAL 3 (1924).
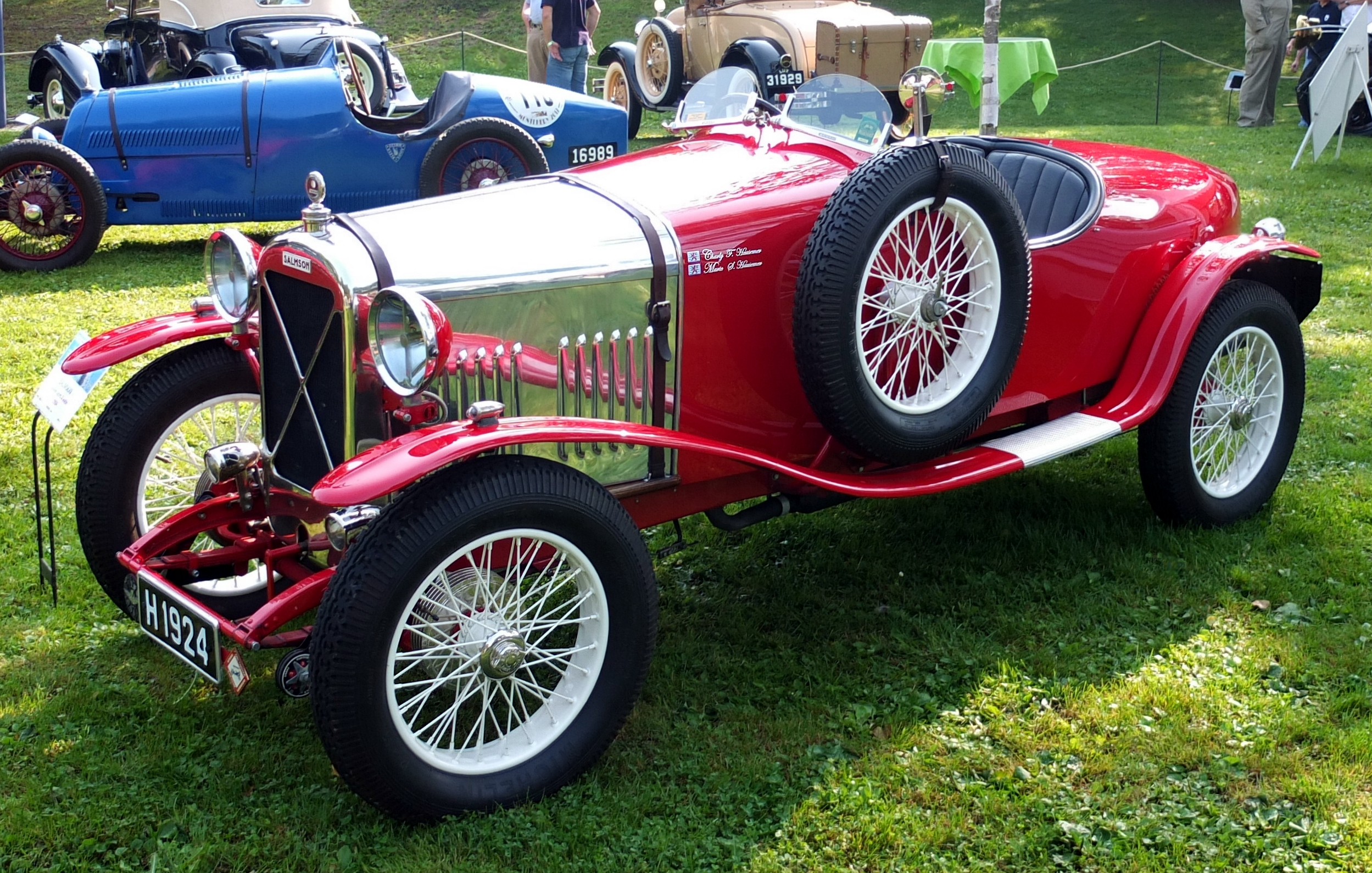
Salmson VAL 3 Grand Sport (1924).
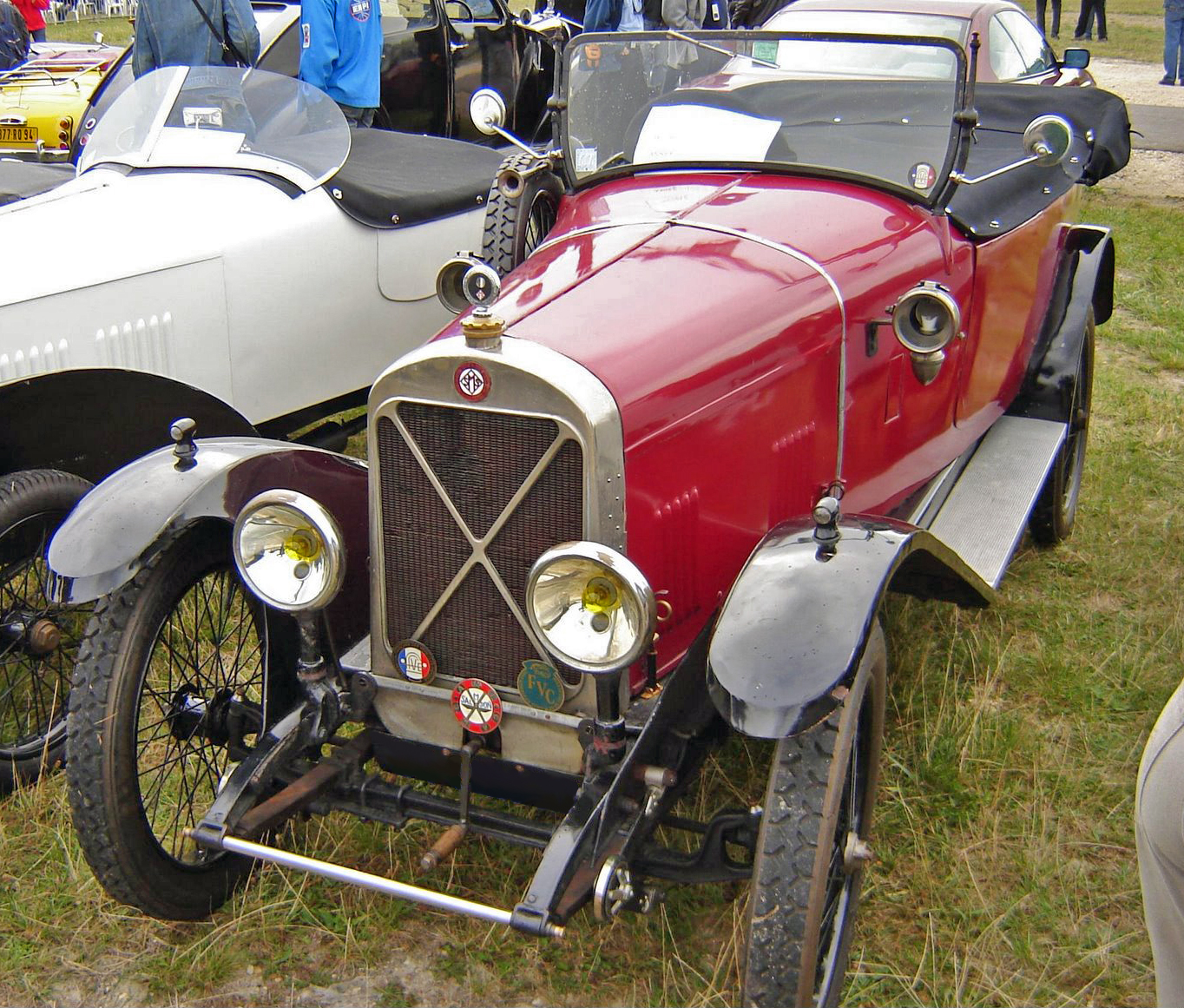
Salmson VAL3 Série 5 (1925).
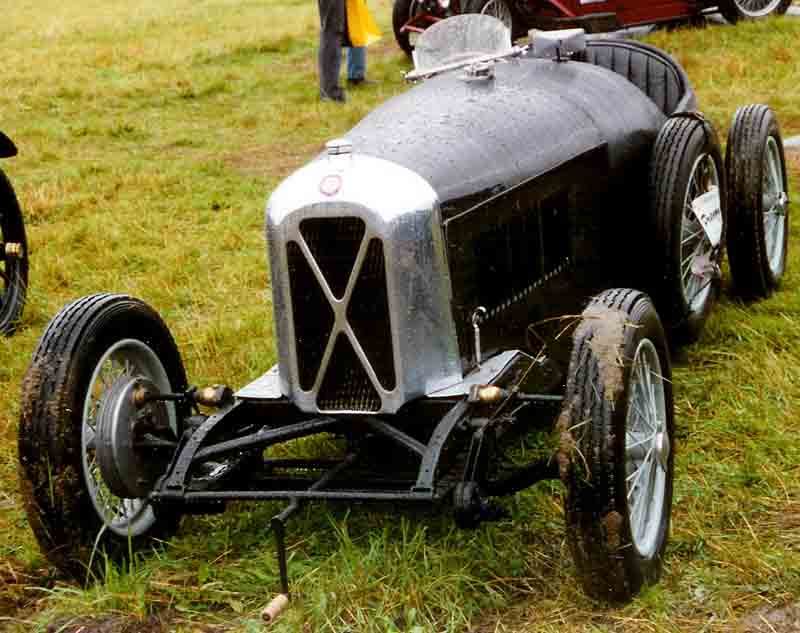
Salmson Grand Prix (1927).

#### Un tournant stratégique vers les voitures de qualité et de grande précision technique

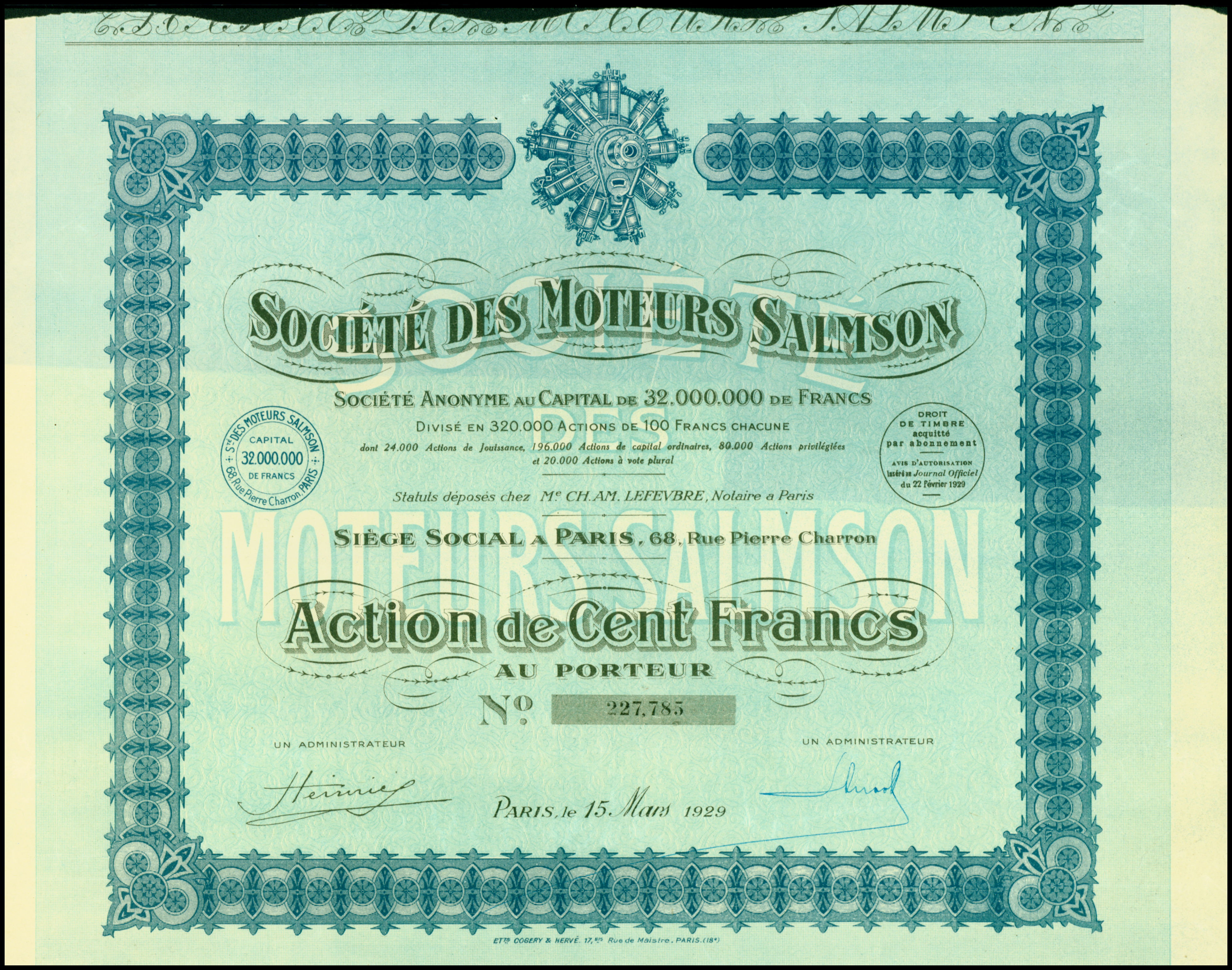
Action de la Société des moteurs Salmson en date du 15 mars 1929.

En raison de la crise économique de 1929, Salmson décide d'abandonner la compétition automobile et ce changement de stratégie ouvre la seconde période avec l'apparition du -ou des- modèles S4. Alors qu'un six cylindres est prêt, c'est encore en raison de la crise économique que le quatre cylindres avec son double arbre à cames est finalement retenu. Et ses performances, n'ont pas à rougir de la comparaison avec les six cylindres de la concurrence. Le modèle est lancé à grand renfort de réclames, illustrées par Alexis Kow ou Henri Neuzeret, avec des slogans tels que: « La précision du moteur d'aviation » ; « La Salmson S4, confortable, souple et élégante est la voiture de la femme moderne » ; « Une voiture aux solutions parfaites qui permettent d'obtenir le maximum de rendement avec le minimum de dépenses ».
La S4 (1929-1933) est un modèle 7 CV qui présente de très nets progrès au niveau du châssis et des différents organes techniques. La cylindrée du moteur monobloc à 2ACT et culasse détachable est portée à 1 300 cm3.

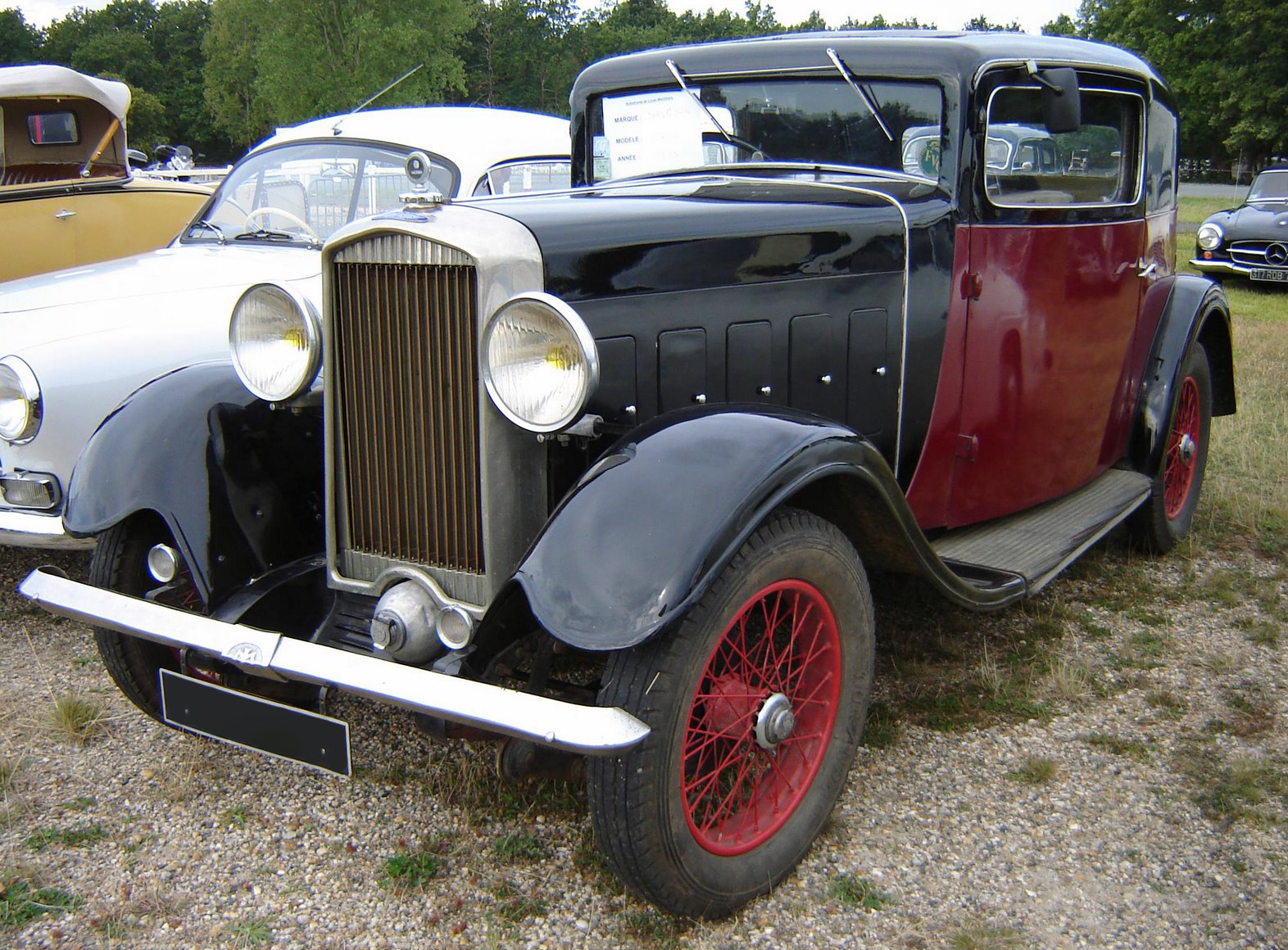
Salmson S4-C Coach ou Faux-Cabriolet (1933).

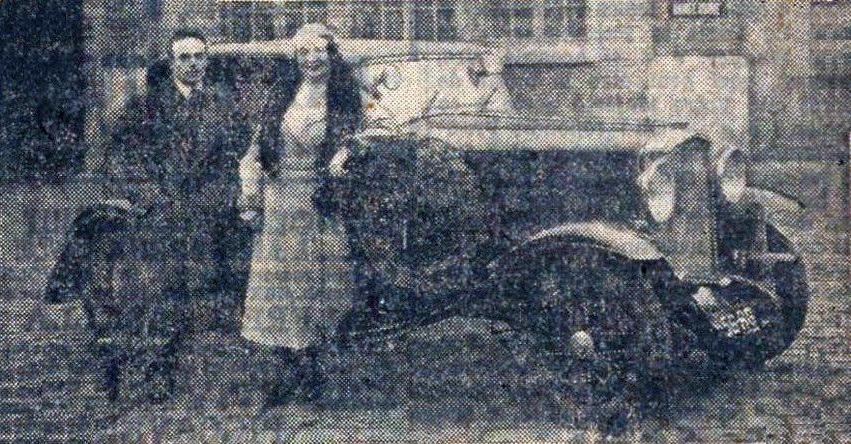
Germaine Rouault, victorieuse du rallye de Monte-Carlo au volant d'une S4-C (1re dans sa catégorie, 3e au général), copilote Julio Quilin.

La S4-C (1932-1935) 8 CV, est encore plus performante. Sa cylindrée est poussée à 1 465 cm3, elle comprend une boite électromagnétique Cotal (en option). Les carrosseries des "Ateliers de Carrosserie de la S.M.S" sont particulièrement élégantes et typiquement Art Déco. Il s'agit de différents modèles comme la conduite intérieure, la conduite intérieure familiale 6 places, le faux-cabriolet, le coach lumineux, le cabriolet ou encore le roadster. La première série dispose d'une magnifique calandre à volets thermostatiques. Qualité et performances sont au rendez-vous pour cette voiture de tourisme, ce qui permet à un coach S4-C de participer en 1933 avec succès au Rallye Monte-Carlo. Ainsi, parmi 115 concurrents, Germaine Rouault au volant d'une Salmson S4-C remporte la victoire en catégorie voitures légères et de surcroit est troisième au général !
La S4-D (1934-1938) dont le moteur est désormais porté à 1 596 cm3 pour 9 CV, est une voiture résolument moderne et se distingue par ses réelles avancées technologiques : châssis rigide, roues avant indépendantes, direction à crémaillère d'où une très bonne tenue de route, batterie 12 V (2 éléments de 6 V) ou encore la boite électromagnétique Cotal à 4 vitesses, réalisée par les Usines Salmson sous licence, et montée en série. Les carrosseries d'usine sont désormais plus aérodynamiques avec une calandre inclinée et comprennent les mêmes variantes que la S4-C. Le coach est très apprécié, le cabriolet est quant à lui particulièrement élégant. « Une des plus belles mécaniques françaises 1935 !» : c'est ainsi que René Bellu journaliste automobile reconnu, a qualifié la Salmson S4-D. La version S4-DA (1936-1939) constitue une variante de la S4-D, avec un moteur encore plus puissant (1 730 cm3 et 10 CV).
La S4-61 (1938-1951) présente une carrosserie encore plus profilée (capot moteur abaissé au profit d'un pare-brise plus haut), une boite Cotal désormais fabriquée par MAAG. Ces modèles très appréciés remportent alors un franc succès pendant les périodes de l'avant-guerre et de l'après-guerre.
La S4 E, vaisseau amiral de la marque, est présenté au Salon de Paris 1937 (1937-1951). Curieusement lancés sans renfort de publicité, ces modèles 13 CV ont un aspect général similaire aux S4-61, mais en réalité, il s'agit du haut de gamme avec des dimensions plus grandes (empattement de 3 mètres), et avec un moteur de 2 300 cm3. Les freins sont désormais hydrauliques et le réservoir d'essence placé à l'arrière. La S4 E est présentée dans les concours d'élégance, en particulier les modèles carrossés par Chapron. La S4 E  dans ses versions berline, coupé et cabriolet, rivalise aussi avec les automobiles les plus performantes de l'époque (Delahaye type 135, Hotchkiss 686GS, Talbot Lago-Baby), et à ce titre, elle est aujourd'hui très recherchée.

Salmson S4E (1937-1951)
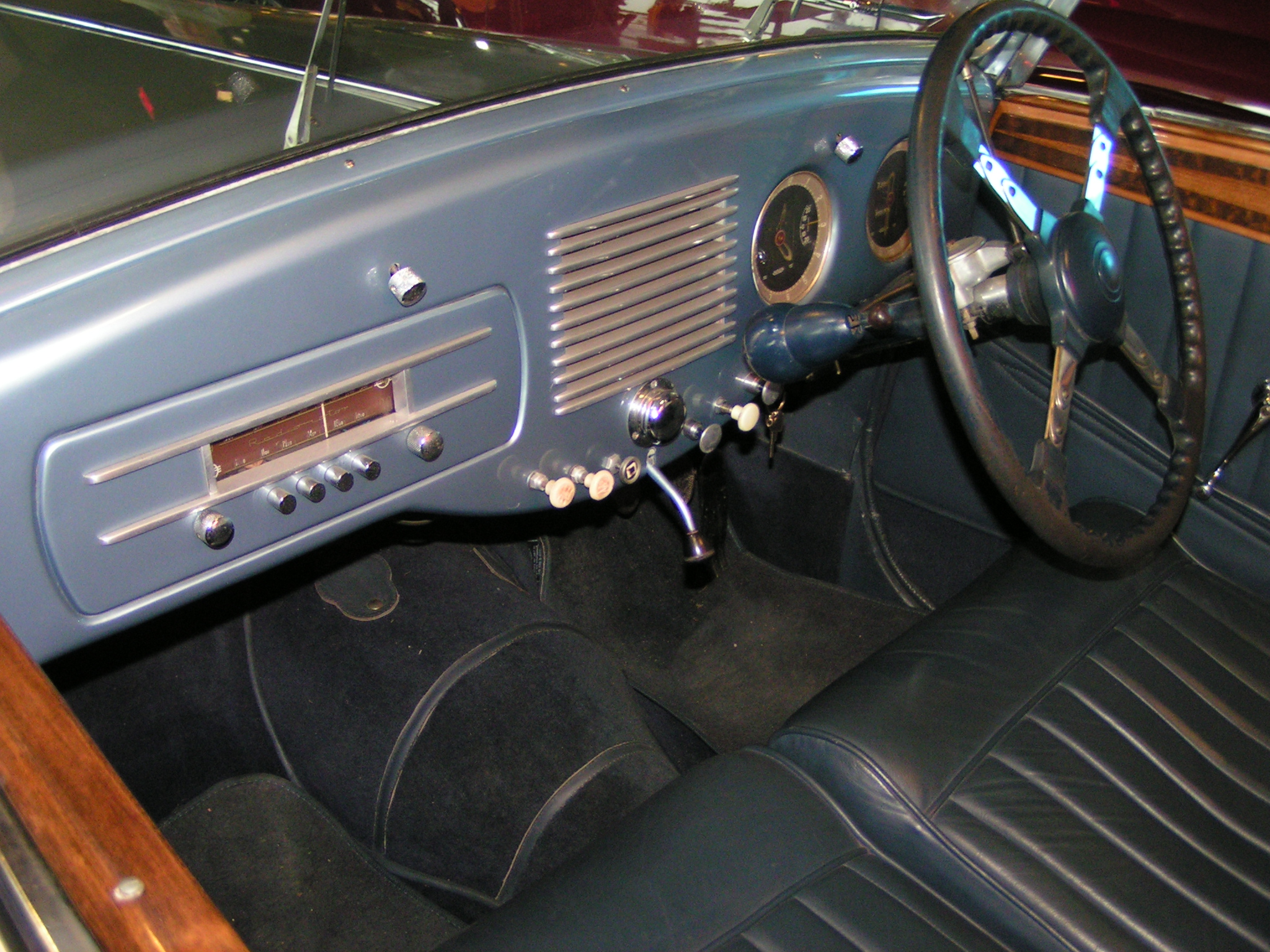
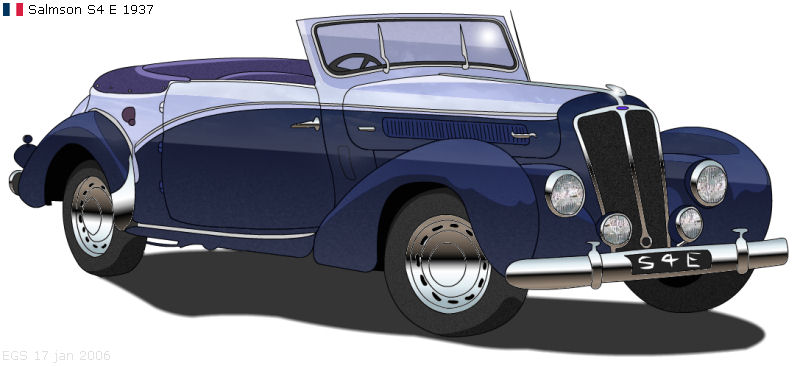
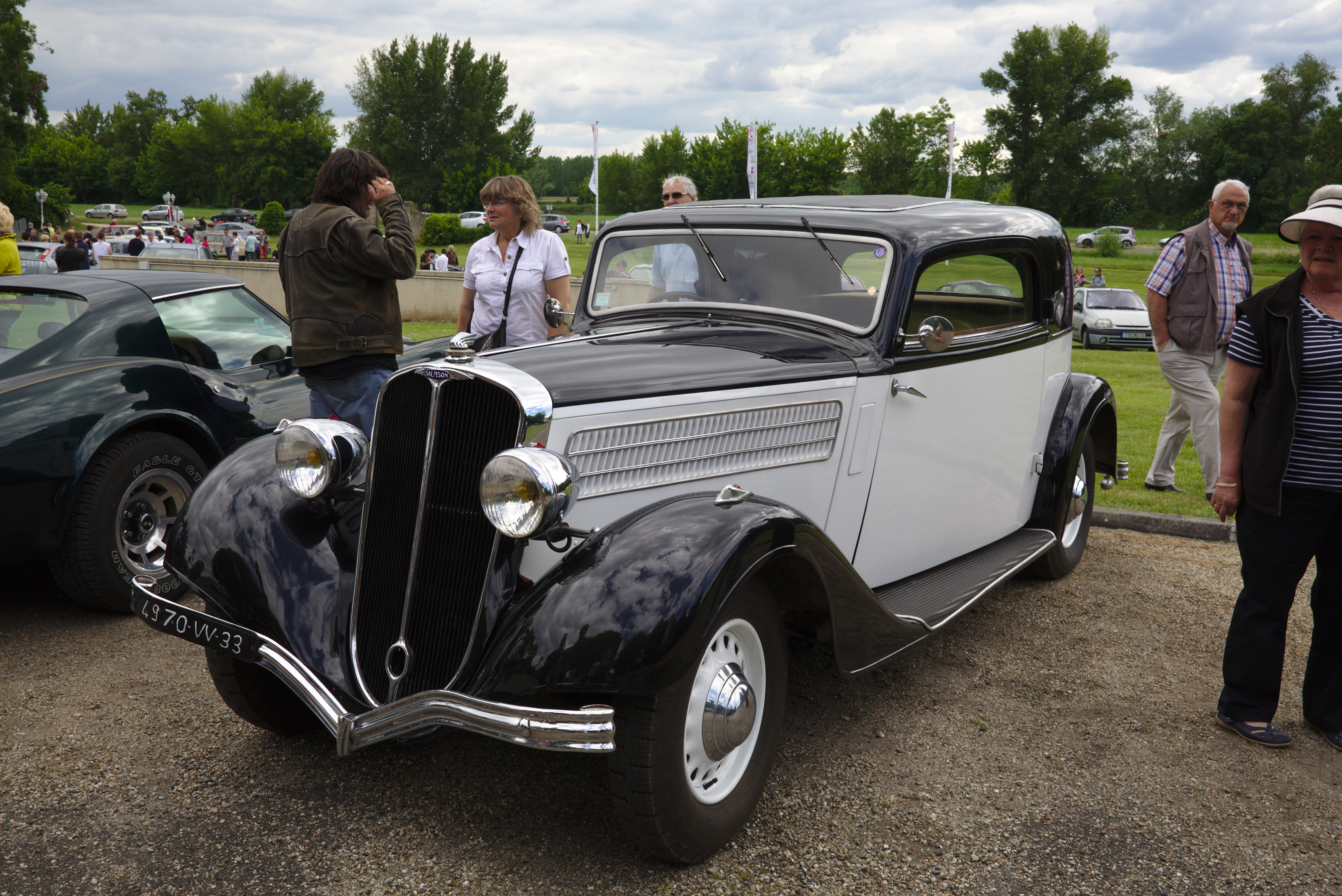
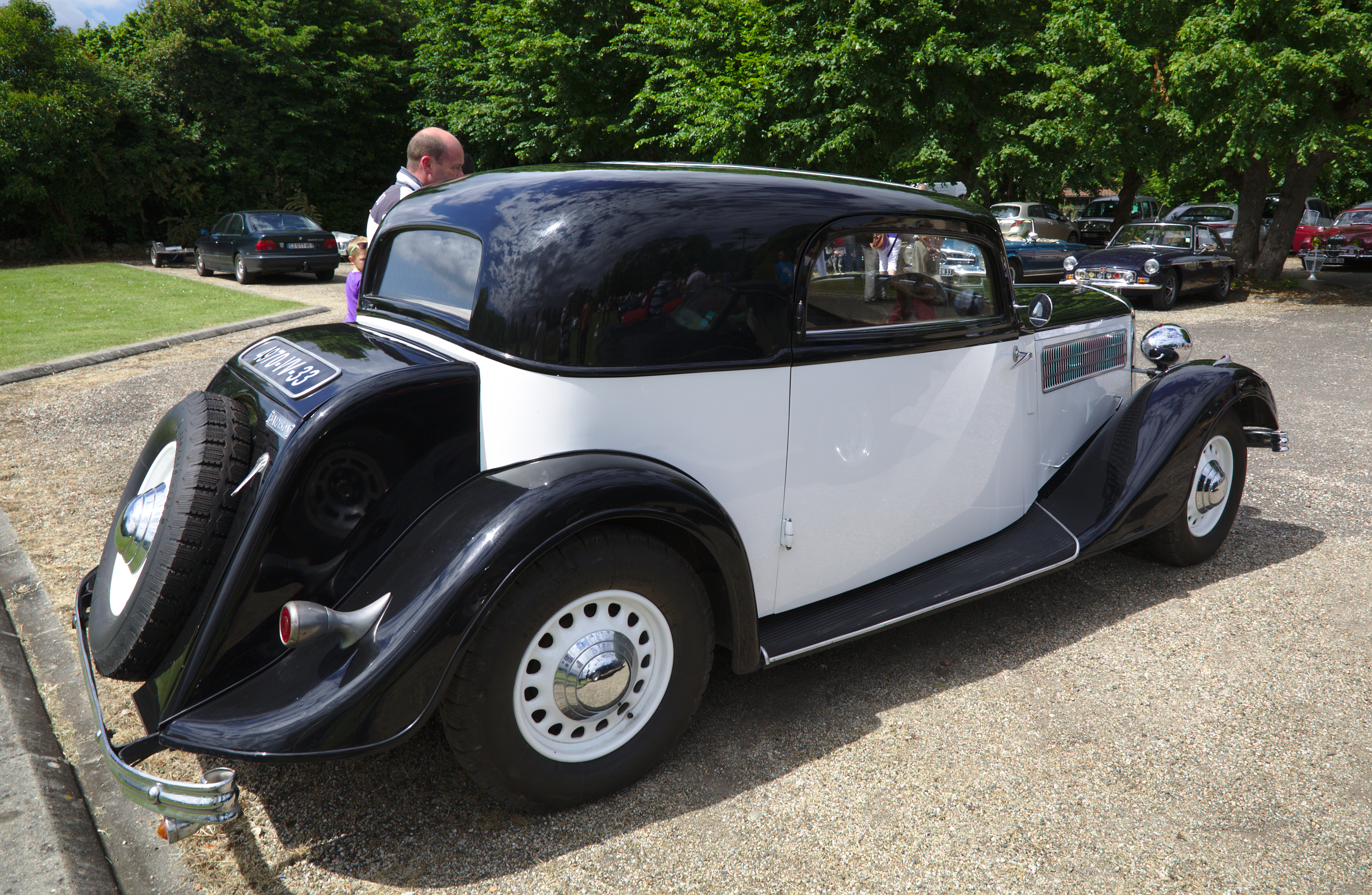
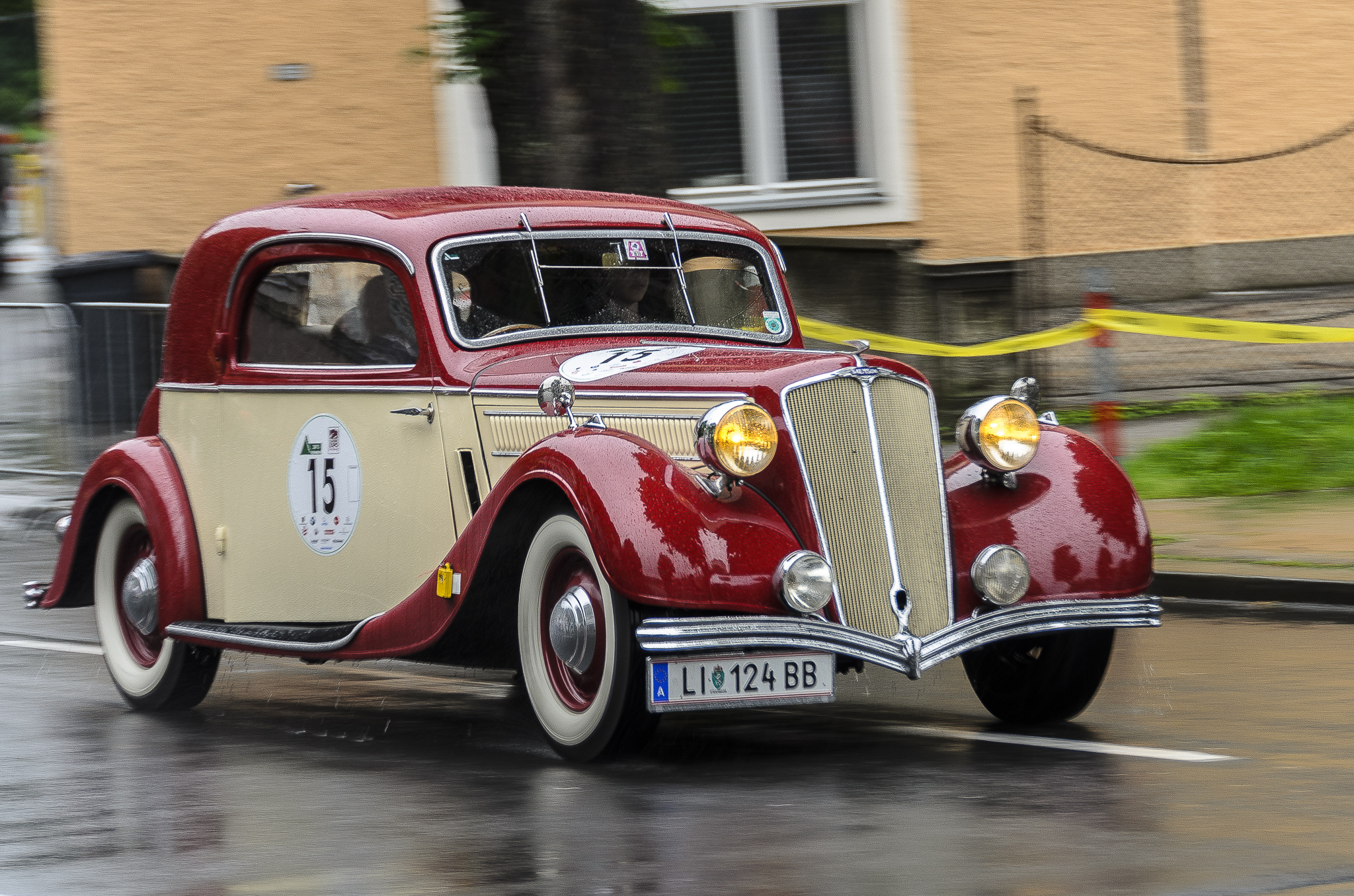
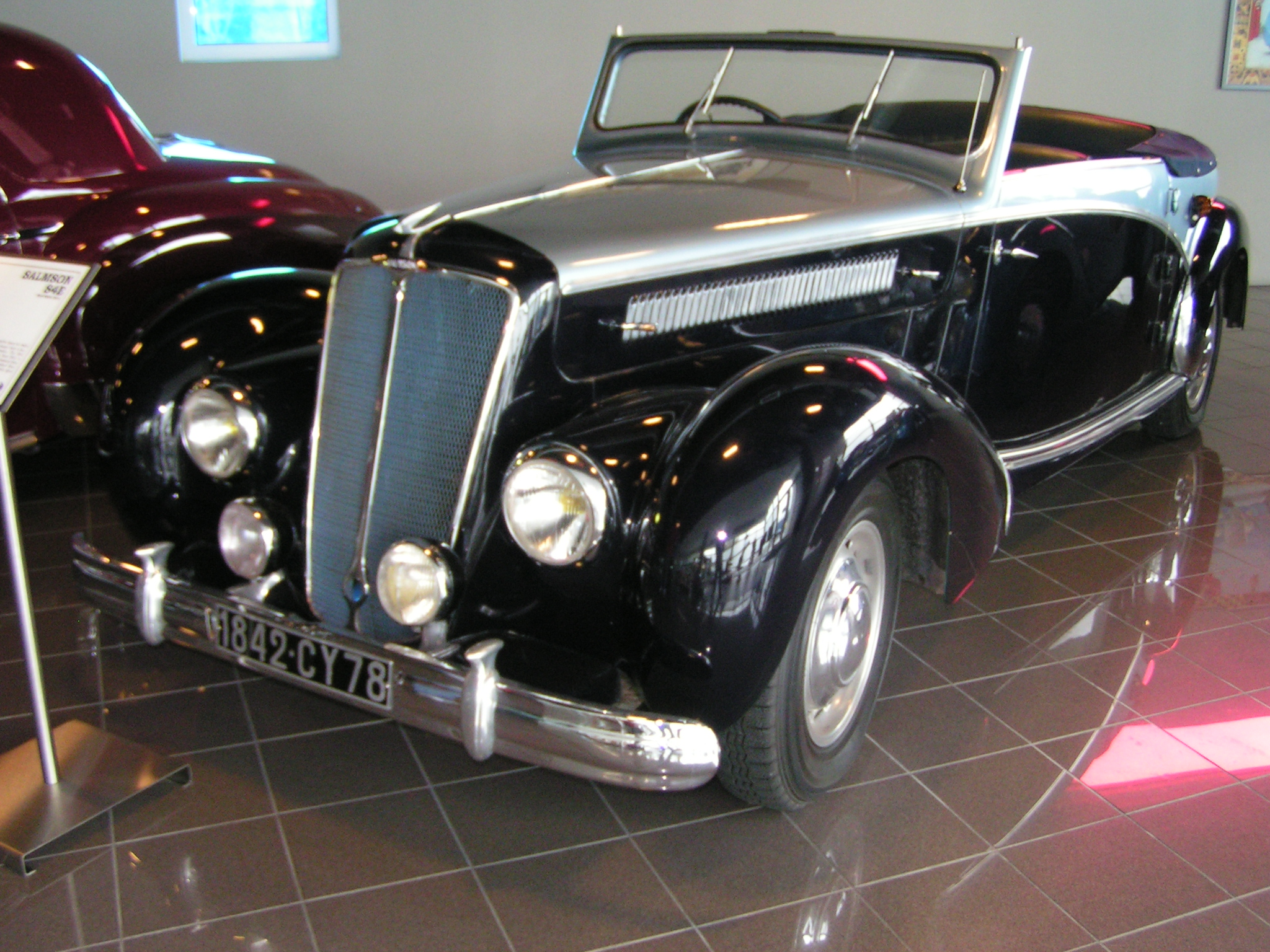

La crise de 1929, l'augmentation du coût du travail, les bombardements alliés du printemps 1942 sur Boulogne-Billancourt visant les usines Renault pendant la Seconde Guerre mondiale, le manque d'innovation de la marque (pas de voiture tout acier et pas de moteur à turbine pour l'aéronautique), ainsi que la concurrence de la Citroën Traction Avant 15-Six, rendent la situation financière difficile à la fin des années 1940. En effet, dans l'après-guerre la production automobile de luxe ne bénéficie d'aucune aide de l'État, contrairement aux quatre entreprises françaises subventionnées pour leur production de voitures populaires : Citroën, Peugeot, Renault et Simca.

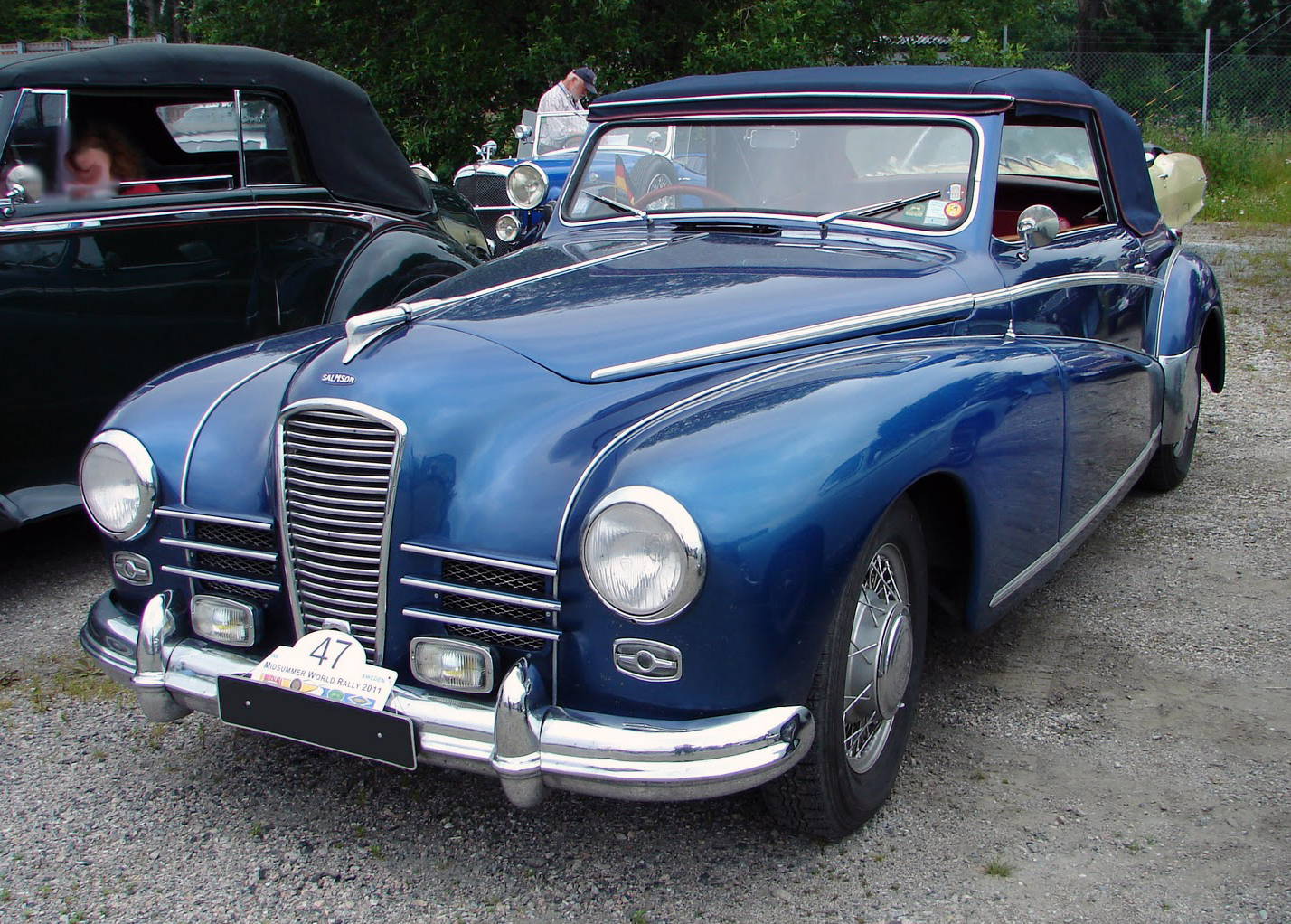
Salmson Randonnée G72 ter cabriolet (1954).

Le modèle Randonnée (1950-1954) est produit dans ce contexte difficile sous les références E72, G72, G72bis, G72ter, et G80. Salmson dont le slogan est alors « La qualité par la précision », lance la Randonnée avec le message suivant : « L'infatigable rivale des plus puissantes voitures ». La voiture ou plutôt, la limousine, avec six places confortables, adopte une carrosserie ponton et fait preuve d'une réelle élégance. Il s'agit véritablement d'une automobile luxueuse dont la production restera assez restreinte.

#### L'ultime tentative de relance avec les automobiles sportives
Dans une dernière période, et afin de relancer la production alors que les ventes automobiles marquent le pas, Eugène Martin conçoit le coupé 2300 S. La production assez confidentielle, mais ce sublime coupé comprend différents modèles carrossés par Esclassan, Chapron, Motto, Charbonneaux ou encore Pichon-Parat.
Le Coach 2300 S (1953-1957) est une berlinette sportive à deux portes offrant quatre-places. Le moteur de 2 300 cm3 dont le bloc est en aluminium, développe une puissance de 103 ch avec une boîte de vitesses Cotal type MK25. En compétition durant les années 1954 et 1955, La Salmson 2300 S s'illustre avec les rallye-men Roger Rauch et René Cotton dans des courses telles que le Lyon-Charbonnières, la coupe des Alpes, le Liège-Rome-Liège et le Monte-Carlo. En 1954, cette voiture de sport participe aussi aux Mille Miglia ou encore au Tour de France automobile. Aux 24 Heures du Mans 1955, c'est à bord de la Salmson Spyder équipée d'un émetteur-récepteur que Jean-Paul Colas effectue la première retransmission d'une course en direct, à la radio (ORTF), au moyen d'un laryngophone. Au total une cinquantaine de rallyes sont remportés par la 2300 S. Malgré quelques sursauts, les ventes automobiles n'en finissent pas de baisser. En définitive, le coupé 2300 S ne réussit pas à inverser le cours de l'histoire.
Produites à la même époque, les 2300 GT et 2300 L sont des berlines particulièrement remarquables, dont la production se compte sur les doigts de la main. Elles furent parmi les dernières Salmson produites et l'une d'elles ayant appartenu à l'académicien Daniel-Rops a été classée monument historique en 2006.

Salmson 2300 S
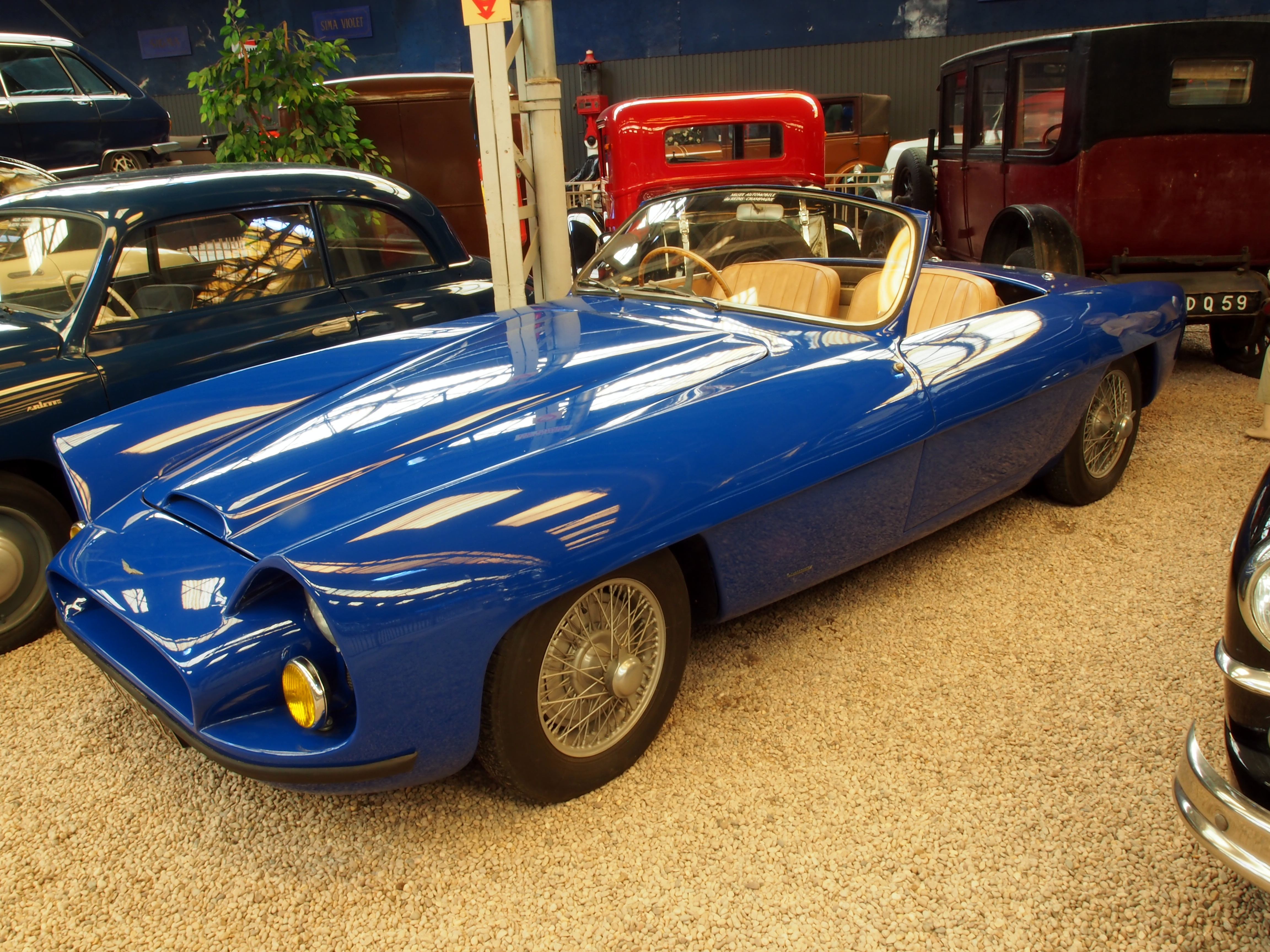
Une barquette 2300 S carrossée par Charbonneaux.
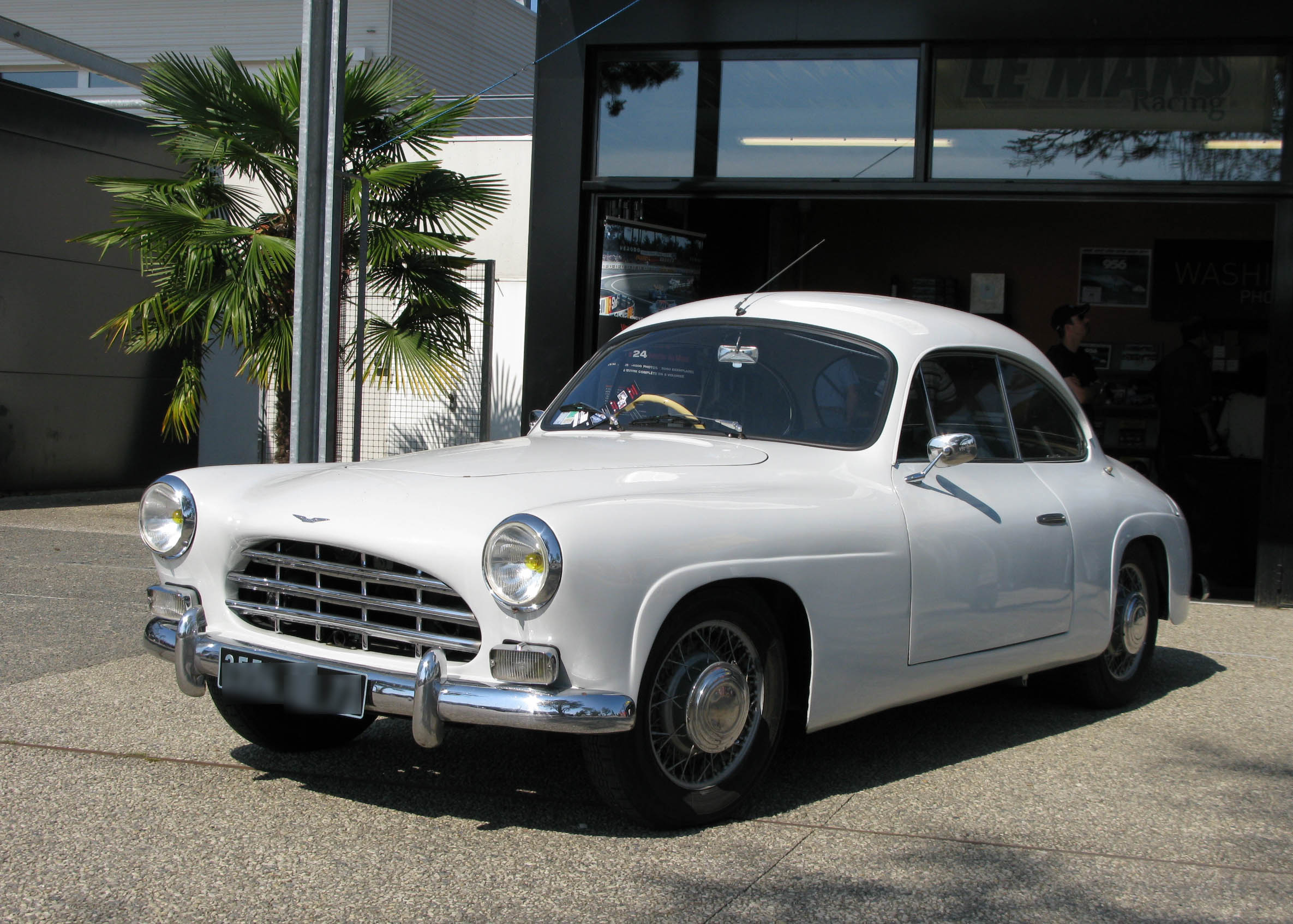
Salmson 2300 S (1953).
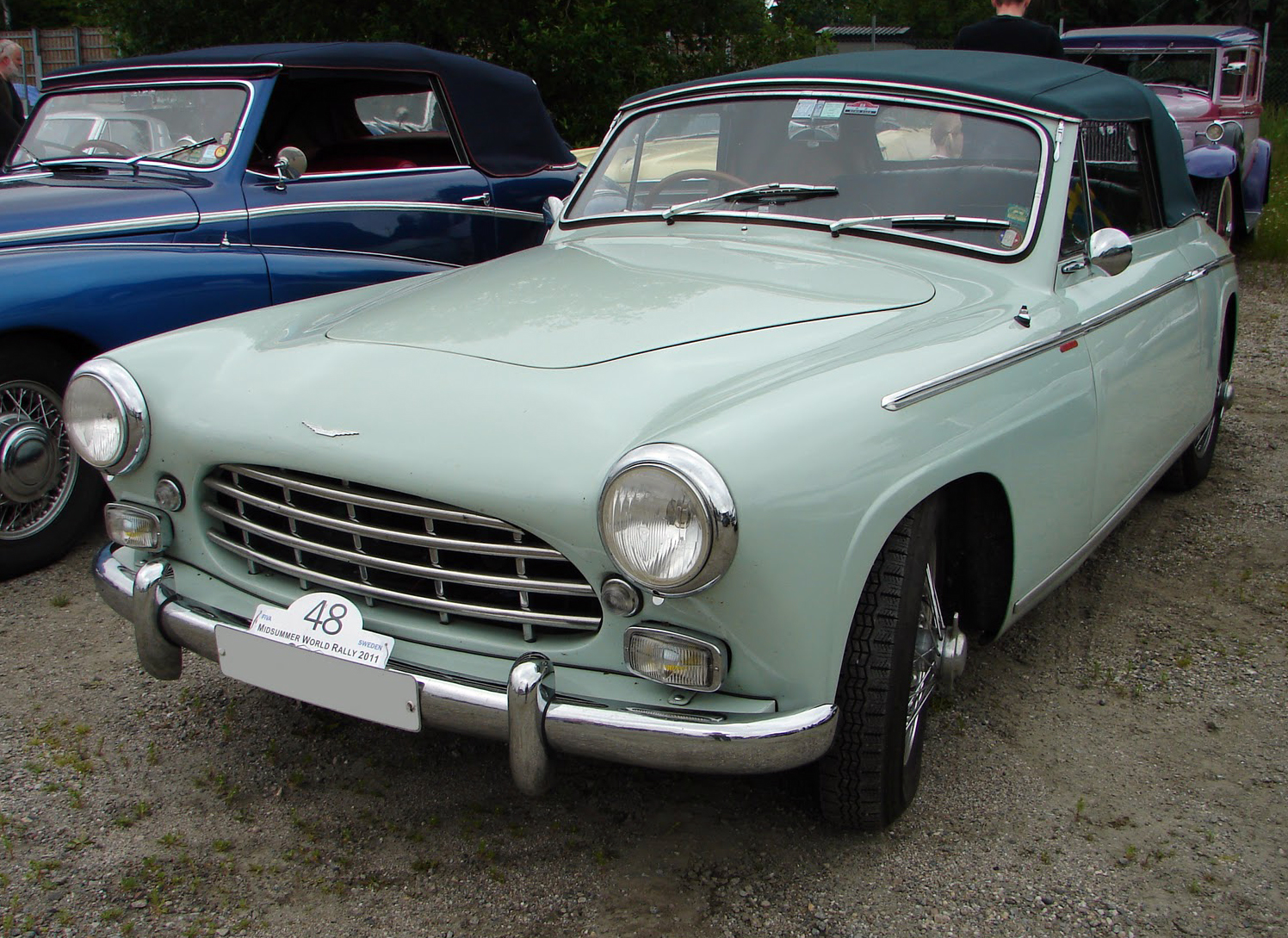
Salmson 2300 S cabriolet (1955).
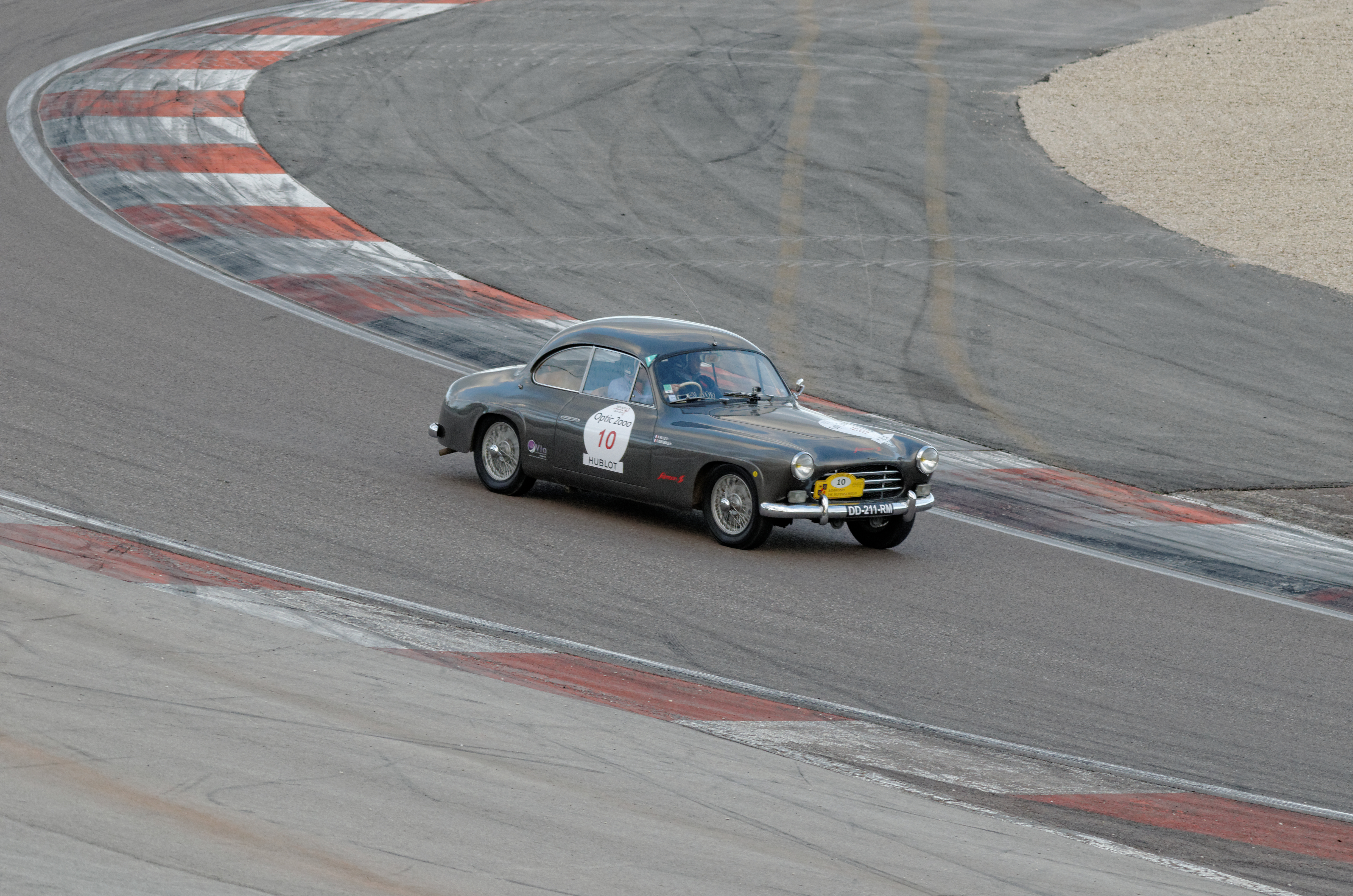
Une Salmson 2300 S sur circuit de vitesse.

#### Fin... et suite

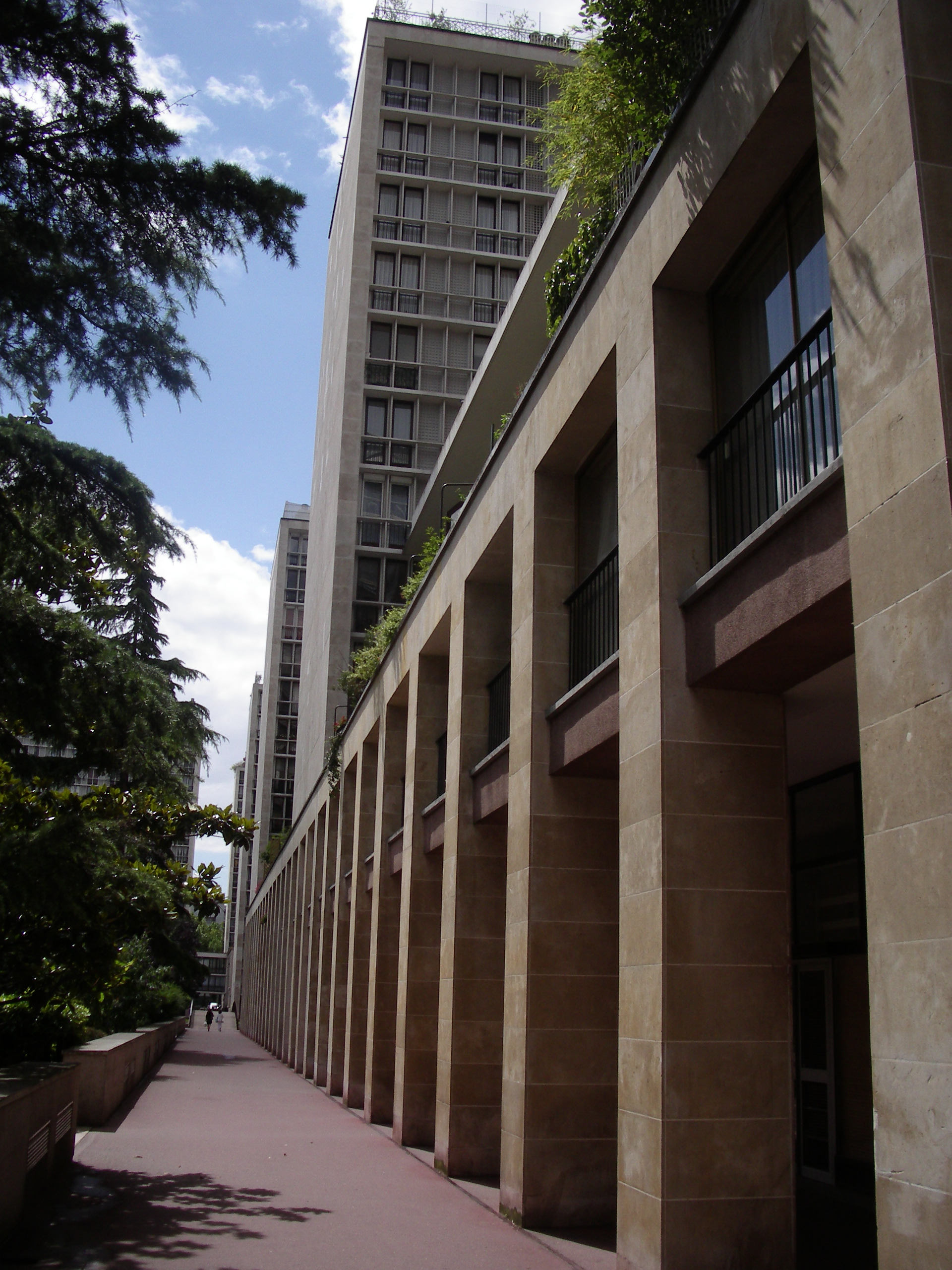
Résidence Salmson - Le Point du Jour conçue par l'architecte Fernand Pouillon.

La Société des Moteurs Salmson, est reprise par Jacques Bernard puis par le Comptoir national du logement qui acquiert à très bon compte sept hectares de terrains à Boulogne-Billancourt, d'usines et de matériel. Mais en l'absence des rentrées de fonds des Sociétés civiles immobilières dont la Société nouvelle du Point du jour, la SMS est mise en faillite le 26 février 1962. La résidence Salmson Le Point du Jour, un vaste ensemble immobilier sis 103, rue du Point-du-Jour à Boulogne-Billancourt et conçu par l'architecte Fernand Pouillon, remplace désormais les usines Salmson.
L'amicale Salmson, fondée dès le 24 décembre 1965, regroupe aujourd'hui les passionnés de toutes les automobiles Salmson produites par la SMS. Affiliée à la Fédération française des véhicules d'époque (FFVE), l'Amicale Salmson est dépositaire de la marque "Salmson" ; "Société des Moteurs Salmson" et "SMS".

### Pompes hydrauliques
Distinct de la SMS, le nom « Salmson » est encore présent dans le domaine des pompes hydrauliques. En 1921, est créée la société Les fils d'Émile Salmson, à Argenteuil. Elle devient en 1956 la « Société des pompes Salmson », qui développe les circulateurs de chauffage.
L'extension du site d'Argenteuil étant impossible, le choix de la décentralisation en province est fait en 1959. La société décide alors de créer une nouvelle unité de production. Des contacts sont noués avec Robert Buron et le maire de Laval, Francis Le Basser. À l'initiative de Georges Salmson, il est créé une nouvelle usine à Laval plus fonctionnelle que celle d'Argenteuil.
Au moment où le projet de transfert d'Argenteuil à Laval se concrétise, la société est vendue en 1961, au groupe américain Nash. Le 19 mai 1962, le nouveau site industriel est inauguré à Saint-Melaine (Laval). En octobre 1962, la Société des Pompes Salmson devient une division de LMT.
En 1976, Thomson-CSF reprend LMT : la Société des Pompes Salmson devient la « Société Electro-Hydraulique ». Celle-ci intègre le groupe Opländer de Dortmund en 1984, via une dénationalisation. En 1996 est créé le groupe Wilo-Salmson AG, qui devient « Wilo AG » en 2002. Wilo Salmson est en 2014 le deuxième employeur privé du département de la Mayenne après Lactalis.

## Avions produits
- Hanriot HD.3
- Hanriot H.26
- Hanriot H.31
- Hanriot H.33
- Salmson-Moineau A92H
- Salmson-Moineau SM.1
- Salmson-Moineau SM.2
- Salmson 1 A.3 (triplace pour pointage d'artillerie)
- Salmson 2 A.2 (biplace pour pointage d'artillerie)
- Salmson 2 Berline (transport dérivé du 2 A.2)
- Salmson 2 de l'Aéropostale
- Salmson 3 C.1 (chasseur)
- Salmson 4 Ab.2 (attaque au sol)
- Salmson 5 A.2 (biplace pour pointage d'artillerie)
- Salmson 6 A.2 (biplace pour pointage d'artillerie)
- Salmson 7 A.2 (biplace pour pointage d'artillerie)
- Salmson 16 A.2 (biplace pour pointage d'artillerie)
- Salmson D-1 Phrygane (1934)
- Salmson D-2 Phrygane
- Salmson D-3 Phryganet
- Salmson D-4 Phrygane Major
- Salmson D-6 CriCri (1936)
- Salmson D-7 CriCri Major
- Salmson D-21 Phrygane
- Salmson D-211 Phrygane
- Salmson D-57 Phryganet

## Modèles automobiles

### De 7 à 10 CV
- GN Salmson (1919)
- AL (1920) [7]
- TYPE D (1921)
- VAL3 (1923)
- VAL3 série 5
- VAL3 série 6
- VAL3 série 7
- S4 (1929)
- S4-C (1932)
- S4-D (1934)
- S4-DA (1936)
- S4-61 (1938)

### 13 CV
- S4-E (1937)
- E-72 (1950)
- G-72 Randonnée (1950)
- 2300 S (1953)

### Modèles sportifs
- GN Salmson (1919)
- GS : Grand Sport (1921)
- AL6-GS : Grand Sport AL6 (1926)
- AL7-GS : Grand Sport AL7 (1927)
- GS8 : Grand Sport (1928)
- GSS : Grand Sport Spécial
- GSC : Grand Sport Course
- GP : Grand Prix
- 8 cylindres
- 2300 S

## Trophées automobiles
Salmson remporte six des huit éditions du Grand Prix du M.C.F., et surtout du fait de la maniabilité de ses véhicules la victoire, de façon simplement absolue -hors catégories- en courses de côte à près de soixante reprises, de la côte du Griffoulet (près de Toulouse) fin novembre 1921 à celle du Wartberg (près d'Heilbronn) en août 1934.

### Victoires cyclecars
- Grand Prix de l'U.M.F. (1921 Lombard) ;
- Grand Prix de Boulogne (1922 Desvaux) ;
- Junior Car Club Cyclecar « 200 » de Brooklands (1922 Benoist, deuxième Desvaux, puis catégories en 1923, 1924 et 1925) ;
- Grand Prix de l'Union Motocycliste de France (U.M.F.) Cyclecars au Mans (1922 Benoist, deuxième Desvaux) ;
- Grand Prix du M.C.F. (1922 Bueno, 1923 Desvaux -deuxième Benoist-, 1924 Goutte -triplé de la marque avec Casse, et Marmier-, 1926 et 1927 d'Havrinvourt, 1928 Casse) ;
- Trofeo Armangue Cyclecar de Tarragone (1922 Benoist) ;
- Course de côte de Gaillon (1922 Benoist, et 1929 Giraud-Cabantous) ;
- Bol d'or automobile (1923 Benoist et Desvaux, troisième Casse) ;
- Trofeo Armangue Cyclecar de Tarragone (1923 Desvaux) ;
- Gran Premio Cyclecars de Milan (1923 Benoist) ;
- Grand Prix de l'U.M.F. (1923 Benoist) ;
- Prix Icare, de Montlhéry (de Marmier).

### Autres classes (et autres podiums notables)
- Course de côte de Val-Suzon (1925 Casse) ;
- Course de côte du Val de Cuech (1926 Jourdan) ;
- Circuit de Brooklands (1926 capt. Hazelehurst, course voitures de production 1 500 cm3) ;
- Roma-Ascoli-Norcia (1926 Borzacchini) ;
- 24 Heures du Mans victoires de classe 1,1 L (1923, Desvaux-Casse, 1926, Casse-Rousseau et 1927, De Victor-Hasley), 2e et 3e places au classement général (1927, De Victor-Hasley, Casse-Rousseau), victoire du Prix de la Performance et des 3e et 4e Coupes Biennales Rudge-Whitworth (1927 et 1928, Casse-Rousseau) ;
- Targa Florio victoires de classe (1926 et 1927 Borzacchini) ;
- Rallye automobile Monte-Carlo victoire dans la catégorie voitures légères (1933 Rouault-Quinlin) ;
- Grand Prix de l'Ouverture pour cyclecars (1927 de Marmier) ;
- Course de côte de Gometz-le-Châtel (1927 Goutte et 1929 Namont) ;
- Course de côte du Mont Ventoux (1927 Jourdan) ;
- Course de côte de Chanteloup (1928 Giraud-Cabantous) ;
- Circuit de Rimini (1928 Fagioli) ;
- Premier Rallye Paris-Saint-Raphaël féminin (1929 Germaine Lietard) ;
- Course de côte Coni - Col de la Madeleine (1930, classe 1.1L. en catégories Course - Abele Clerici- et Sport -Victor Marret-)
- Junior Mountain Handicap du Bank Holiday Meeting de Brooklands (1932 Derrington) ;
- Ladies' Handicap de l'Autumn BARC Meeting de Brooklands (1932 Miss Naismith) ;
- Second March Mountain Handicap du Spring Meeting de Brooklands (1933 Noble) ;
- Course de côte de Château-Thierry (1934 Girod ex-æquo) ;
- Éliminatoires des 8 Heures du Bol d'or (1935 Debille) ;
- Critérium Neige et Glace (1955 Matussière et Borsa) ;
  - 2e du Bol d'or (1922 Benoist) ;
  - 2e du Grand Prix de Boulogne (1926 Jourdan) ;
  - 2e du Circuit de Padoue et victoire de classe (1926 Borzacchini) ;
  - 2e du Circuit de Cassine et victoire de classe (1926 Borzacchini) ;
  - 2e et 3e des 6 Heures de Brooklands (1927 Newman, et Dunfee) ;
  - 2e et 3e des 24 Heures du Mans 1927 de Victor/Hasley et Rousseau/Casse ;
  - 2e de la Coupe Georges Boillot (1927 Newman) ;
  - 2e du Grand Prix automobile de France (1928 Rousseau) ;
  - 2e de la Coupe Georges Boillot (1928 Rousseau) ;
  - 2e du Light Car Club International Relay Race (1932, par équipes de marques à Brooklands) ;
  - 2e du Prix de Marseilles (1955 Cotton) ;
  - 2e du rallye Lyon-Charbonnières (1956 Cotton) ;
  - 3e des 2x12 Heures de Brooklands (1929 Casse/Clarke).